# Ipatinga
Ipatinga é um município brasileiro no interior do estado de Minas Gerais, Região Sudeste do país. Localiza-se no Vale do Rio Doce e pertence à Região Metropolitana do Vale do Aço, estando situado a cerca de 210 km a leste da capital do estado. Ocupa uma área de pouco mais de 160 km², sendo aproximadamente 40 km² em área urbana, e sua população foi estimada em 235 445 habitantes em 2024, posicionando-se assim como o décimo primeiro mais populoso do estado mineiro. A sede do município localiza-se nas proximidades do local em que as águas do rio Piracicaba se encontram com o rio Doce.
A exploração da região da atual cidade teve início no século XIX, quando bandeirantes estiveram na região. No entanto, o povoamento só se intensificou entre as décadas de 1910 e de 1920, com a locação da EFVM. Em 1953, houve a criação do distrito, subordinado a Coronel Fabriciano, que na mesma década foi escolhido para sediar o núcleo industrial da Usiminas, acarretando um rápido crescimento populacional por pessoas vindas de várias partes do país. A pedido da empresa foram construídos os primeiros bairros de Ipatinga, destinados a seus trabalhadores, culminando na emancipação em 1964.
Paralelo à original "Vila Operária", o crescimento da população não industrial induziu o surgimento de novas divisões sem relação com o núcleo da Usiminas no decorrer da segunda metade do século XX, apesar da indústria ainda representar a principal fonte de renda municipal. A manutenção da atividade industrial na região contribuiu para a formação da Região Metropolitana do Vale do Aço, que corresponde a um dos principais polos urbanos do interior do estado. Ipatinga tem um papel fundamental como empregador para as cidades a seu redor e gera mais de 60% do Produto Interno Bruto (PIB) metropolitano.
Tradições culturais como o artesanato e o congado das comunidades rurais se fazem presentes no município, bem como atrativos recreativos, a exemplo do Parque Ipanema, do Shopping Vale do Aço e da Usipa. Parte do entretenimento em Ipatinga é fruto de investimentos da Usiminas destinados à comunidade, cabendo ressaltar nesse ponto o Centro Cultural Usiminas, que sedia espetáculos culturais de relevância regional ou mesmo nacional.

## Etimologia
A origem do nome "Ipatinga" varia conforme a fonte. Uma versão defende que seja um termo da língua tupi que significa "pouso de água limpa". Já segundo Eduardo Navarro, em seu Dicionário de Tupi Antigo (2013), o nome significa "lagoa clara" (upaba, lagoa e tinga, clara). Outra versão afirma que se trata de um arranjo elaborado pelo engenheiro Pedro Nolasco, responsável pelo projeto da Estrada de Ferro Vitória a Minas, aproveitando os elementos "Ipa" (da cidade de Ipanema) e "tinga" (de Caratinga).

## História

### Colonização da região
A exploração da região conhecida inicialmente como Sertões do Rio Doce teve início no final do século XVI, em expedições à procura de metais preciosos, no entanto o desbravamento dessas terras foi proibido no começo do século XVII, a fim de evitar contrabando do ouro extraído nas redondezas de Diamantina. O povoamento foi liberado em 1755 e no século XIX, durante mandato de Dom Pedro I do Brasil, bandeirantes estiveram na região, onde constataram a presença de indígenas. Ainda assim, até o século XX a área de Ipatinga não reportou uma significativa colonização. Por volta de 1920, já existiam pequenos núcleos habitacionais nos atuais bairros Barra Alegre, Ipaneminha, Taúbas e Bom Jardim, frutos de apossamentos de terras ou, no caso do Ipaneminha, pontos de parada de uma estrada por onde passavam tropeiros rumo a Ouro Preto e Diamantina.

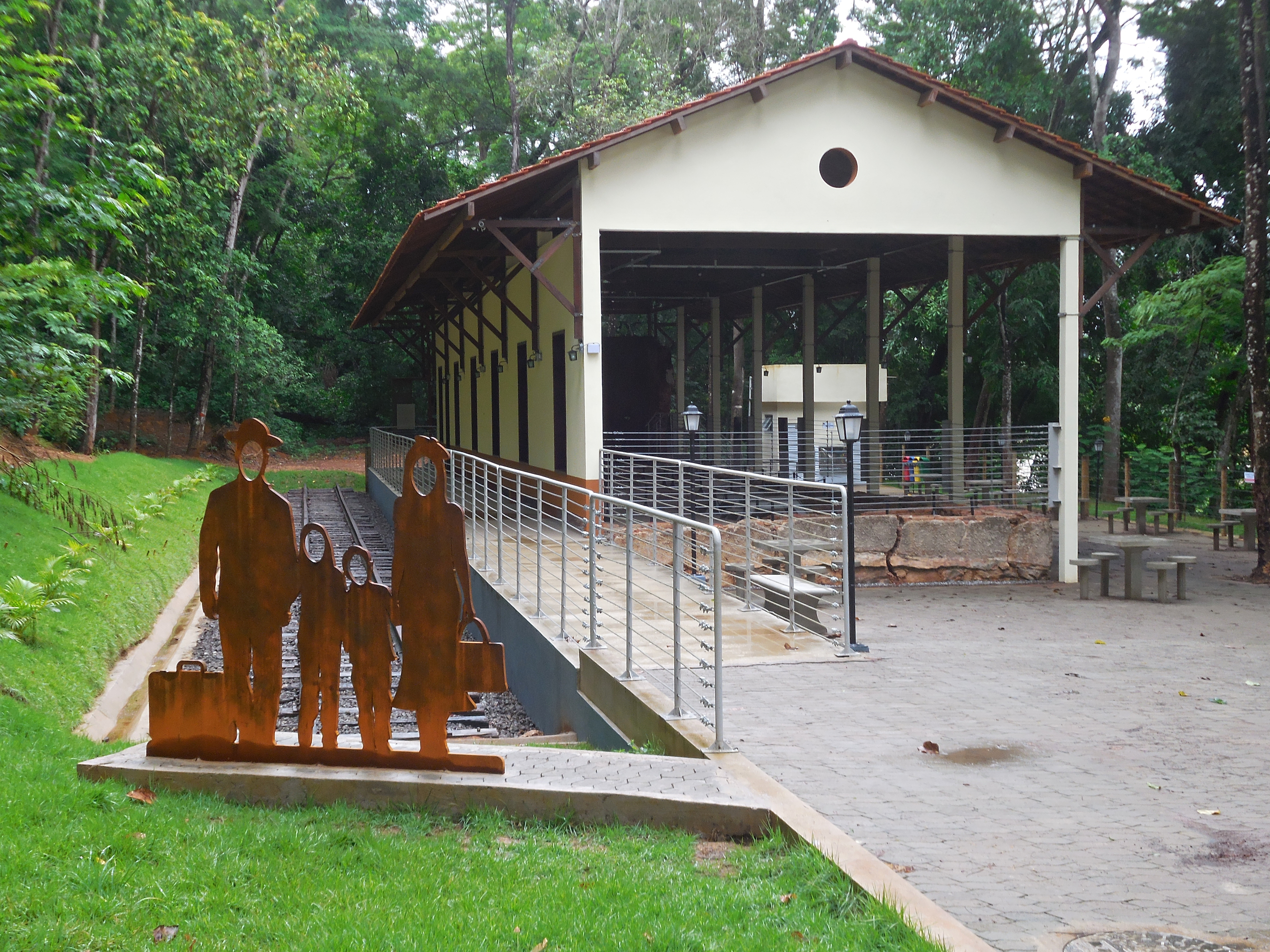
Estação de Pedra Mole, primeira estação ferroviária de Ipatinga e do Vale do Aço, após restauro.

A locação da Estrada de Ferro Vitória a Minas (EFVM) pelo leste mineiro, no entanto, vinha estimulando o desenvolvimento populacional nas áreas próximas das margens dos rios Doce e Piracicaba, assim como viria a ocorrer na região do Vale do Aço. Em 1º de agosto de 1922, foi inaugurada a Estação de Pedra Mole, próxima ao atual bairro Cariru, e no mesmo ano foi construída a Estação de Nossa Senhora, onde surgiu o povoado de Córrego de Nossa Senhora ou Horto de Nossa Senhora, no atual bairro do Horto. Nesse local, foi criada a primeira farmácia da atual Região Metropolitana do Vale do Aço, pelo farmacêutico (e futuro político) Raimundo Alves de Carvalho.
A Estação de Pedra Mole foi desativada poucos anos depois de sua inauguração, devido a uma alteração no traçado da EFVM, e um novo terminal foi construído no atual Centro de Ipatinga. Em 1924, houve a fundação da Estação do Calado, em Coronel Fabriciano, onde se instalou a Companha Siderúrgica Belgo-Mineira na década de 1930. Vastas áreas foram adquiridas com objetivo de centralizar a extração de madeira da empresa pela região, visando a alimentar seus fornos em João Monlevade. Todavia, apenas Coronel Fabriciano experimentou um desenvolvimento populacional e urbano entre as décadas de 30 e 40, intensificado com a instalação da Acesita em 1944, culminando em sua emancipação do município de Antônio Dias em 1948. Pela Lei nº 1.039, de 12 de dezembro de 1953, o povoado de Ipatinga foi elevado a distrito de Fabriciano.
A presença das carvoarias da Belgo-Mineira e da Acesita incentivou o fluxo comercial da localidade, que também foi beneficiada pela construção da Usina Hidrelétrica de Salto Grande, situada no município de Braúnas. O maquinário destinado às obras desse complexo era descarregado no povoamento, onde era armazenado e aos poucos transportado até a barragem. Mesmo assim, o distrito de Ipatinga atraiu pouca atenção da sede até o final da década de 1950. Até então, suas principais atividades econômicas ainda foram ligadas à agricultura e à pecuária.

### Expansão econômica e siderúrgica
Em 1956, uma comissão japonesa visitou o então distrito de Ipatinga, sendo escolhido como sede da instalação da Usiminas. Para essa decisão, foram levados em conta a topografia apropriada, pequena distância entre as fontes de matéria prima e os centros consumidores, disponibilidade de recursos hídricos, abundância de energia elétrica, malha ferroviária local e proximidade com outros centros siderúrgicos. Com as notícias da construção da siderúrgica que se instalaria na região, foi grande a chegada de novos moradores, antes de sua instalação. Isso aumentou a necessidade de um planejamento urbano para a cidade.
Com a instalação da Usiminas em Ipatinga, houve a construção de bairros inteiros destinados a servir de abrigo aos seus trabalhadores, sendo o Horto o primeiro deles. Até essa ocasião, o povoamento contava com cerca de 60 casas e 300 habitantes. A elaboração do primeiro plano urbanístico da atual cidade, então chamada de Vila Operária, projetado pelo arquiteto Raphael Hardy Filho em 1958, possibilitou a locação dos primeiros bairros do atual município. Os conjuntos habitacionais da antiga Vila Operária encontram-se localizados entre o rio Piracicaba e a usina e foram distribuídos de acordo com a hierarquia da empresa, distinguindo-se entre engenheiros, técnicos, operários e chefes. A Usiminas entrou em operação em 26 de outubro de 1962, após o então presidente do Brasil João Goulart acender o alto-forno pela primeira vez, permitindo a primeira corrida de gusa.
Contudo, os investimentos do Estado, responsável por 55% do capital estatal da Usiminas — outros 5% pertenciam a empresários nacionais e 40% a japoneses —, restringiam-se aos arredores da empresa e pouco levavam em consideração o município de Coronel Fabriciano como um todo, cuja administração havia isentado a Usiminas de impostos. Além disso, a infraestrutura disponibilizada pela empresa se mostrava insuficiente para atender à demanda de operários da região ou que vinham de diferentes áreas do Brasil à procura de trabalho, tampouco àqueles que não se empregavam na indústria. Em Ipatinga, os alojamentos se tornaram poucos e os índices de violência eram elevados.

### Conflitos urbanos e emancipação

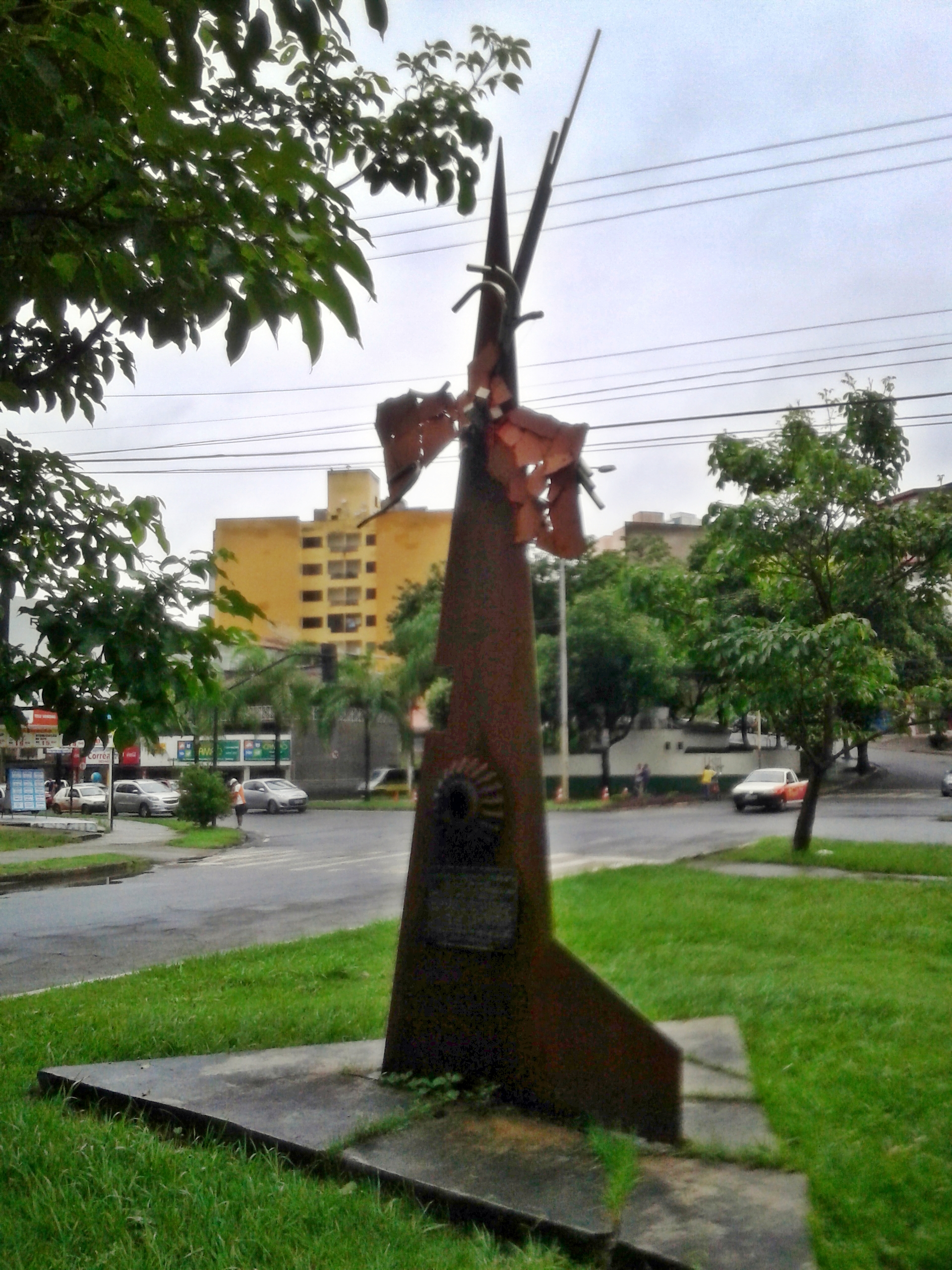
Monumento "7 de Outubro", no bairro Bom Retiro, em homenagem às vítimas do Massacre de Ipatinga.

Protestos de trabalhadores da Usiminas contra as más condições de moradia e trabalho, além de agravantes como a humilhação que sofriam ao serem revistados antes de entrar e sair da empresa, reforçaram a opressão de tropas militares sob ordens do governador mineiro José de Magalhães Pinto. Em 7 de outubro de 1963, cerca de seis mil trabalhadores em greve à frente da portaria da empresa foram alvo de 19 soldados no alto de um caminhão que puseram-se a disparar contra os operários. O episódio, conhecido como Massacre de Ipatinga, resultou oficialmente em oito mortes e 79 feridos, apesar de tais números sempre ter sido contestados.
Houve, nos meses seguintes ao massacre, aumentos salariais, a substituição do quadro de vigilantes e a condenação dos soldados envolvidos em agressões e no massacre. O Golpe de Estado no Brasil em 1964, no entanto, derrubava o então presidente e sindicalista João Goulart, dando início ao regime militar brasileiro. Isso culminou na prisão de sindicalistas e líderes de movimentos trabalhistas locais e na absorção dos policiais envolvidos. A construção dos conjuntos habitacionais também foi intensificada no decorrer da década de 1960.
Anteriormente ao massacre, já existia um ressentimento de insatisfação da população de Ipatinga com a administração de Coronel Fabriciano, devido à distância até a sede municipal e à relativa sensação de isolamento, o que levou à formação de uma comissão pró-emancipação do então distrito em 1962. Assim como ocorreu com o distrito de Timóteo, o desmembramento de Ipatinga chegou a ser aprovado pela Câmara Municipal de Coronel Fabriciano e efetivado pela Assembleia Legislativa de Minas Gerais (ALMG) mediante a lei estadual nº 2.764, de 30 de dezembro de 1962, mas foi vetado pelo governador Magalhães Pinto sob influência de uma aliança política com o então prefeito fabricianense Cyro Cotta Poggiali. A prefeitura de Fabriciano não queria perder a renda originada pela Acesita (em Timóteo) e Usiminas e o governador afirmava que pretendia manter uma unidade política, administrativa, econômica e financeira desse polo siderúrgico.
Havia cerca de 20 mil habitantes no distrito em 1962. Sob influência do massacre de 1963 e de uma quebra de aliança entre o prefeito fabricianense e Magalhães Pinto, no entanto, uma nova comissão conseguiu a aprovação da emancipação de Ipatinga pela Secretaria de Interior do estado em 28 de abril de 1964. No mesmo processo também houve a emancipação do distrito de Timóteo, desmembrado de Coronel Fabriciano, além de João Monlevade e Bela Vista de Minas. A notícia da independência de Ipatinga e Timóteo foi anunciada em um palco montado no Centro de Fabriciano por volta do meio-dia da mesma data, sendo oficializada com a publicação no Diário Oficial do dia seguinte, 29 de abril. José Orozimbo da Silva foi empossado como intendente, sendo posteriormente substituído por Délio Baêta Costa, porém Fernando Santos Coura foi o primeiro prefeito eleito e veio a assumir o cargo em 4 de dezembro de 1965.

### Consolidação urbana

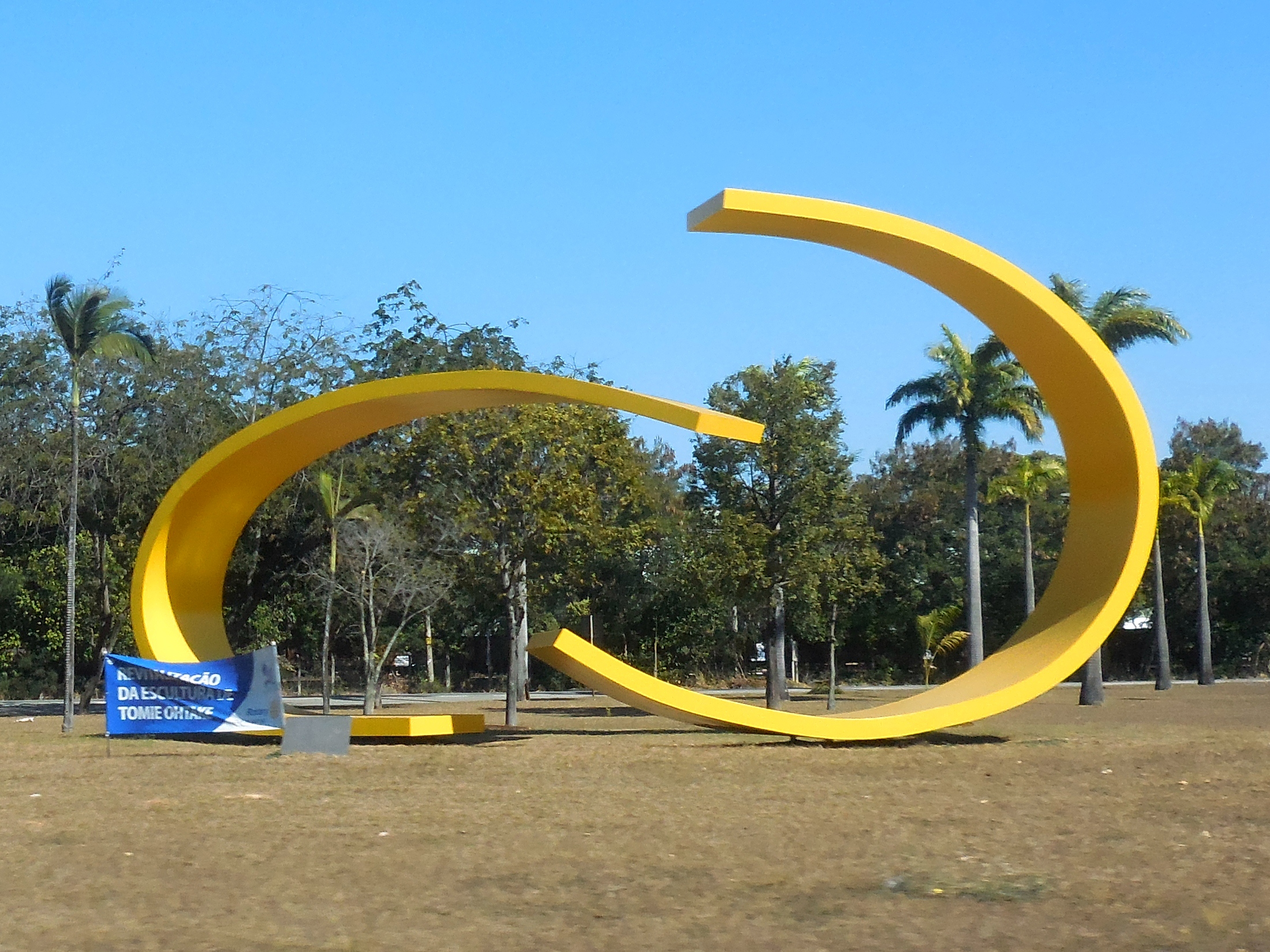
Monumento "Tomie Ohtake" (2004). Planejado a pedido da Usiminas em homenagem a seus 41 anos, encontra-se próximo ao local do Massacre de Ipatinga, mas sua projetora não define um significado para a obra.

Até 1967, encontravam-se implantados na Vila Operária os bairros Amaro Lanari, Bom Retiro, Cariru, Castelo, Horto, Imbaúbas e Vila Ipanema. Dentre outros bens infraestruturais básicos, foram construídos o Colégio São Francisco Xavier (1962) e o Hospital Márcio Cunha (1967). Ainda sob influência do massacre de 1963, a Usiminas adotou a partir da década de 1960 ações de recursos humanos e políticas de assistência social, tendo em vista que ser empregado na siderúrgica era garantia de acesso à habitação, infraestrutura e saúde. Com objetivo de controlar a compra e venda de residências e terrenos e evitar que características originais do projeto da cidade original fossem rompidas, Rafael Hardy Filho criou um plano habitacional em 1965, no qual fora definido que qualquer obra que fosse realizada nos complexos residenciais devia receber a aprovação de um Departamento de Habitação e Urbanismo da empresa. Entre as décadas de 70 e 80, foram construídos cemitérios, salas de cinema, fundações culturais e teatrais, o terminal rodoviário e o Ipatingão.
Paralelo à original Vila Operária, o crescimento da população não industrial induziu o surgimento de novas divisões sem relação com a empresa, em especial na periferia da cidade, no decorrer da segunda metade do século XX. O crescimento desordenado, aliado às condições naturais, proporcionou tragédias da natureza das enchentes de 1979. Em fevereiro daquele ano, enchentes, quedas de pontes e barreiras deixaram a cidade isolada após dias seguidos de chuvas intensas que atingiram toda a bacia do rio Doce. Somente em Ipatinga as chuvas deixaram cerca de 10 mil desabrigados e 42 mortos, grande parte no deslizamento da chamada grota do Iapi, local situado entre os atuais bairros Cidade Nobre e Esperança.

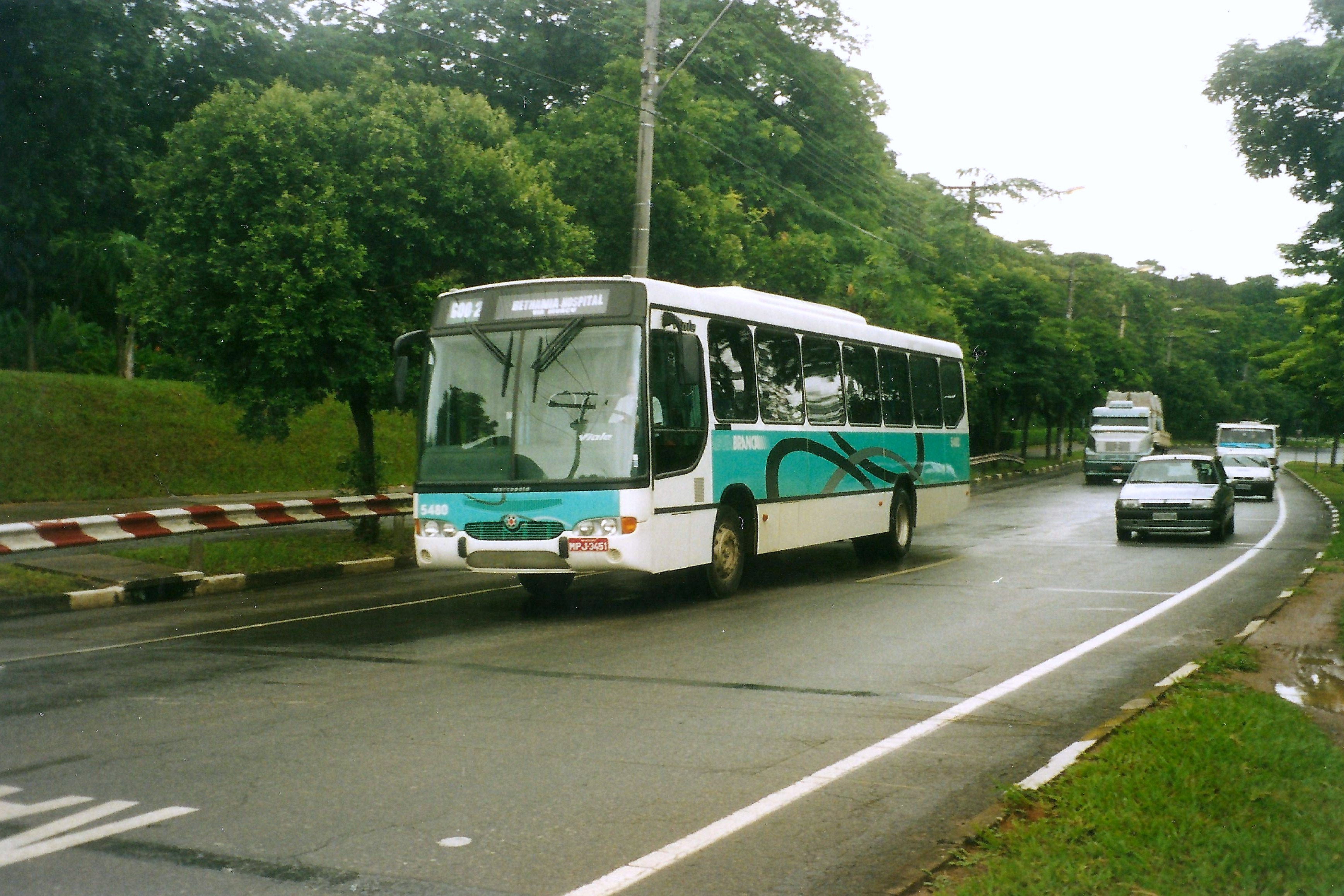
Ônibus da Viação Águia Branca com ar-condicionado, do antigo serviço de transporte público de Ipatinga. Foto tirada na Avenida Pedro Linhares Gomes por volta de 2003.

A Avenida 28 de Abril (antiga Rua do Comércio ou Rua do Buraco), no Centro de Ipatinga, também ficou inundada durante as chuvas de 1979. A via é outro exemplo onde o desenvolvimento ocorreu de forma desorganizada e com uma considerável presença de cortiços, fazendo com que a área configurasse como uma zona de altos índices de violência e prostituição, além dos problemas com enchentes. No começo da década de 1990, a efervescência da atividade comercial incentivou a estruturação dessa região, com parte de sua população sendo remanejada para casas populares. Mesmo com a concretização de projetos habitacionais, de regularização fundiária e de aquisição de lotes, a presença de favelas em Ipatinga ainda é relevante entre as décadas de 2000 e 2010, posicionando a cidade entre as maiores porcentagens de habitantes vivendo nessa situação no estado de Minas Gerais.
A privatização da Usiminas, no início da década de 90, ajudou a desvincular a administração pública com foco à empresa para priorizar a cidade como um todo. O Plano Diretor Municipal elaborado em 1991 enaltece as metas de "evidenciar a história da cidade e dos espaços, propor formas de integrá-la no seu cotidiano, permitir a criação de referências coletivas e o reconhecimento e apropriação da cidade pela população". Após sua privatização, a empresa intensificou os investimentos em arte e equipamentos culturais com objetivo de manter sua credibilidade frente aos acontecimentos no passado, como exemplo a fundação do Teatro Zélia Olguin em 1994 e do Centro Cultural Usiminas em 1998. Ser fichado na Usiminas também era garantia de acompanhamento odontológico gratuito a toda a família, o que fez com que Ipatinga registrasse um índice de 0,3 problemas com dentes cariados, perdidos ou obturados por habitante segundo informações de 2001, frente a médias de 4,9 do Brasil e 1,2 da Finlândia (país com o menor índice do mundo de acordo com a ONU). Seus funcionários arrecadavam 10% do capital da empresa com direito a participação nos lucros. Em 2002, investimentos de recursos do município, dos governos federal e estadual e da Usiminas tornaram Ipatinga em uma das primeiras cidades de seu porte na América Latina a ter 100% de suas águas residuais tratadas.

### História recente

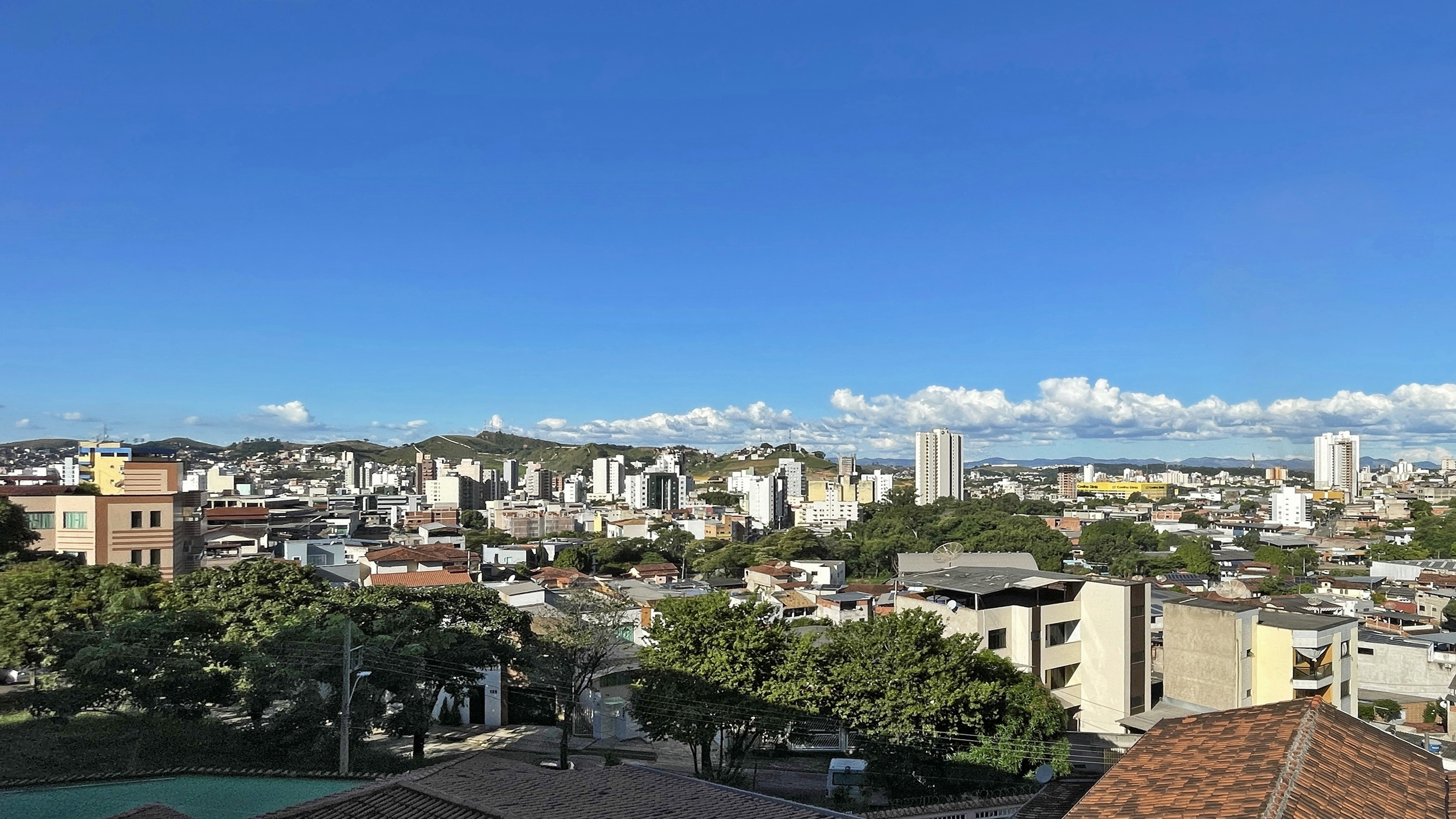
Bairros Cidade Nobre e Iguaçu vistos do Ideal, podendo-se notar significativa quantidade de prédios, alguns em construção (2025).

Ipatinga e o Vale do Aço iniciam o século XXI com destaque à vocação industrial já conhecida, mas com setores de comércio e prestação de serviços em desenvolvimento, caracterizando-se como polo regional para vários municípios do leste de Minas. Pesquisas econômicas recorrentemente citam Ipatinga, como a que foi realizada pelo SEBRAE, apontando quais as melhores cidades de cada estado para se abrir um negócio em 2012, e os 100 melhores municípios do Brasil para investir em imóveis em 2015. Em 2016, figurou na 48ª posição dentre as cidades mais inteligentes do Brasil, segundo o ranking da Bloomberg Philanthropies que pontua inovações em projetos das administrações públicas que visem a sanar problemas sociais.
Sob os reflexos da Grande Recessão global que teve início em 2008, no entanto, houve uma relevante diminuição da demanda por aço e posteriormente de sua produção em todo o Brasil, a exemplo do Vale do Aço. Registrou-se a partir de então uma considerável queda da população industrial local em função do fechamento de postos de trabalho e cortes de investimentos, com impactos diretos nos setores de serviços e comércio. Somente no município, 7 879 vagas na área da indústria foram eliminadas de 2011 a 2013. Foi registrado um total de 10 871 demissões em todos os setores entre janeiro e março de 2015, sendo a maior parte delas (3 782) na construção civil, e 25% dos cargos comissionados da prefeitura haviam sido suspensos até dezembro de 2015. No início da década de 2020, o setor terciário havia voltado a se fortalecer, porém a indústria, apesar de ter se estabilizado, passou a ter menor contribuição com novas vagas de emprego.

## Geografia
A área do município é de 164,884 km², representando 0,0282% do território mineiro, 0,0179% da área da região Sudeste do Brasil e 0,0019% de todo o território brasileiro. Desse total 39,78 km² estão em área urbana. De acordo com a divisão regional vigente desde 2017, instituída pelo IBGE, o município pertence às Regiões Geográficas Intermediária e Imediata de Ipatinga. Até então, com a vigência das divisões em microrregiões e mesorregiões, fazia parte da microrregião de Ipatinga, que por sua vez estava incluída na mesorregião do Vale do Rio Doce.

### Relevo e hidrografia

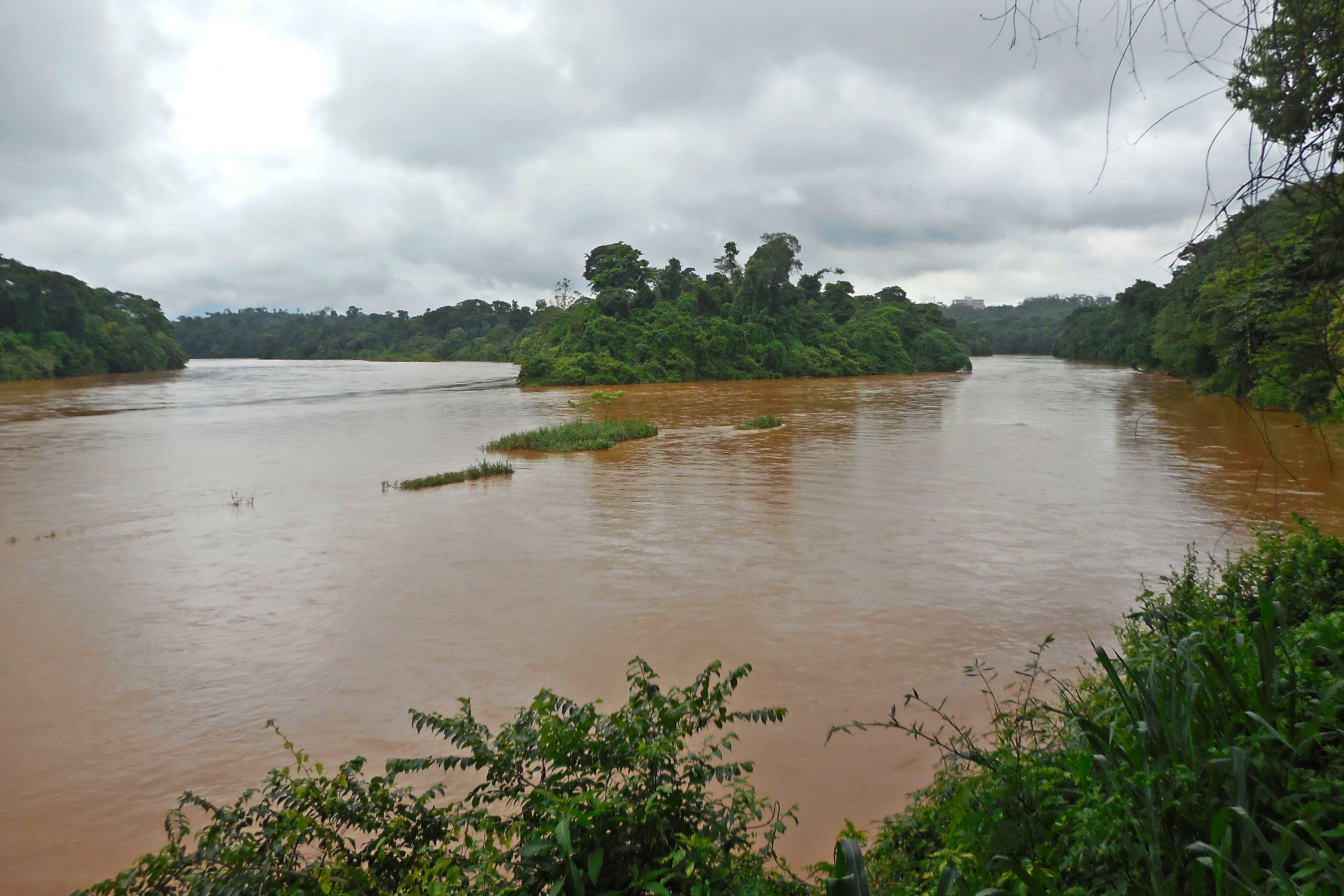
Encontro dos rios Piracicaba (este à direita) e Doce visto do mirante da Estação Pedra Mole

Ipatinga está inserida na depressão interplanáltica do Vale do Rio Doce, cujo relevo é resultado de uma dissecação fluvial atuante nas rochas granito-gnáissicas do período Pré-Cambriano. O conjunto apresenta rochas do complexo gnáissico-magmático-metamórfico, que incluem biotita-gnaisse, rochas graníticas e granito-gnaisse. O relevo é heterogêneo, sendo 55% do território ipatinguense plano, enquanto que 30% são de terras onduladas e os 15% restantes são acidentados.
As maiores elevações podem ser encontradas a noroeste, na região dos maciços da Serra dos Cocais, onde a altitude chega aos 1 163 metros. Por outro lado, as menores altitudes são notadas nas margens dos rios, ao passo que a altitude mínima, de 235 metros, está localizada na foz do rio Piracicaba no rio Doce. A posição do rio Piracicaba e o relevo plano em suas proximidades serviram como pretexto para a instalação da Estrada de Ferro Vitória a Minas e da Usiminas e, posteriormente, para o estabelecimento do perímetro urbano de Ipatinga, que foi forçado a se expandir em direção às altitudes mais elevadas. Dessa forma, é considerável a ocupação e o surgimento de bairros, em especial de classes baixas, em áreas com forte declividade.
O município se encontra na bacia do rio Doce e é abrangido pela sub-bacia do rio Piracicaba. A foz do rio Piracicaba no rio Doce se encontra próxima ao bairro Cariru, na divisa com Timóteo. No subsolo, abaixo da foz do rio Piracicaba, está localizado um aquífero aluvionar, que é de onde é extraída a água utilizada para o suprimento da maior parte do Vale do Aço. De forma geral, a principal sub-bacia contida no território municipal é a do ribeirão Ipanema, que tem cerca de 150 km² e cujo curso principal corta a cidade antes de alcançar sua foz no rio Doce, após percorrer 28,5 km. Além do ribeirão Ipanema, outros cursos hídricos da zona urbana são os córregos Bom Jardim, Forquilha, Madalena, Novo, Pedra Branca, Taúbas e Vaga-lume. A zona rural municipal, no entanto, abriga muitos pequenos cursos hidrográficos e mais de 320 nascentes.

### Municípios limítrofes e região metropolitana

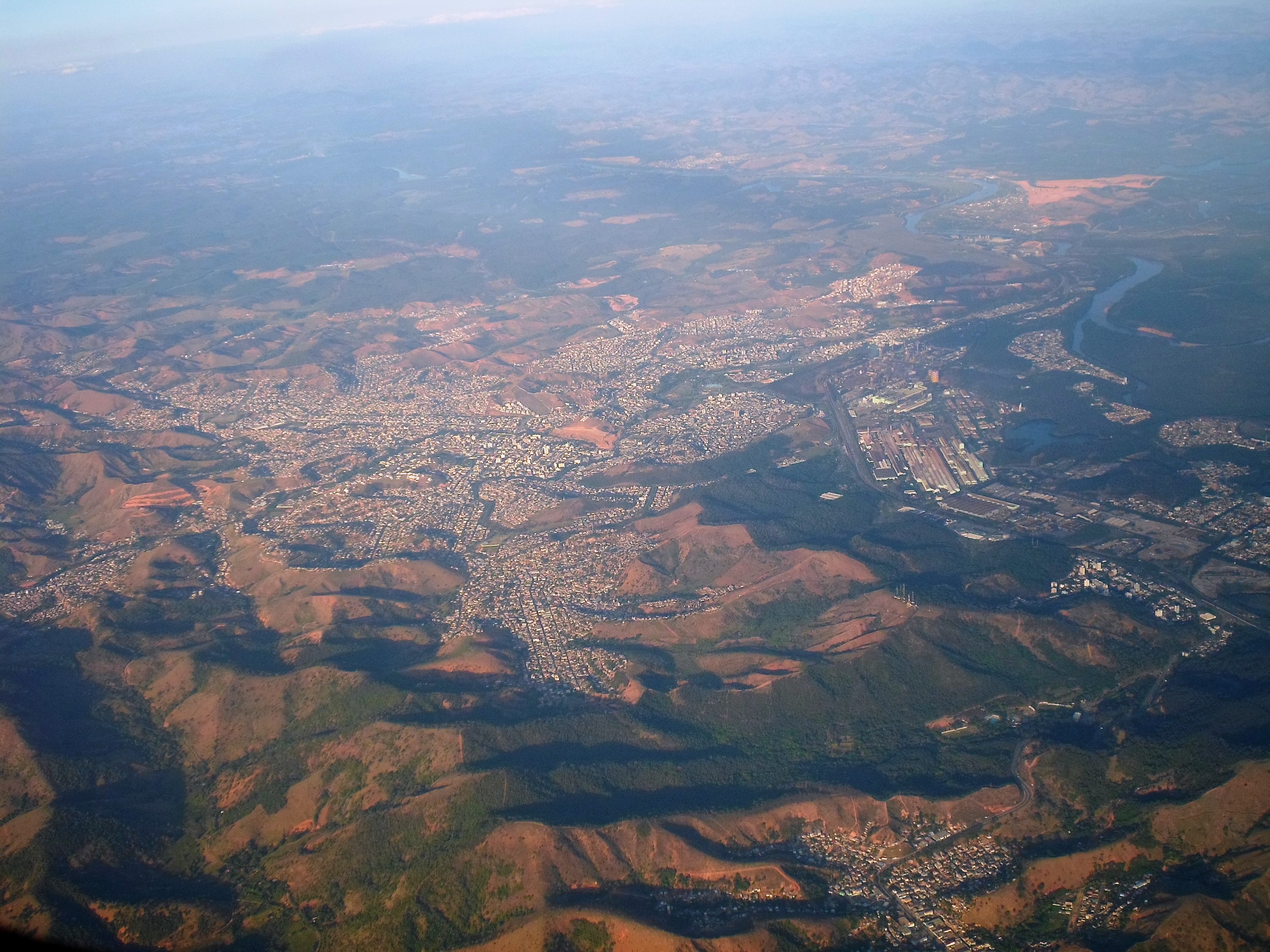
Vista aérea de Ipatinga

Ipatinga faz limites com Mesquita e Santana do Paraíso a norte, Caratinga a leste, Timóteo a sul e Coronel Fabriciano a oeste. O intenso crescimento da região tem tornado inefetivas as fronteiras políticas entre seus municípios, formando-se a Região Metropolitana do Vale do Aço (RMVA), envolvendo Ipatinga juntamente com as cidades de Coronel Fabriciano, Santana do Paraíso e Timóteo, além dos outros 24 municípios que fazem parte do chamado colar metropolitano. O município, como sede da Usiminas e outras empresas metal-mecânicas, tem um papel fundamental como empregador para as cidades a seu redor e em 2011, gerava 68,9% do Produto Interno Bruto (PIB) metropolitano. A região se tornou conhecida internacionalmente em virtude das grandes empresas que sedia, a exemplo da Cenibra (em Belo Oriente), Aperam South America (em Timóteo) e Usiminas (Ipatinga), todas com um considerável volume de produtos exportados, e apesar de seu povoamento recente, corresponde a um dos principais polos urbanos do interior do estado.

### Clima

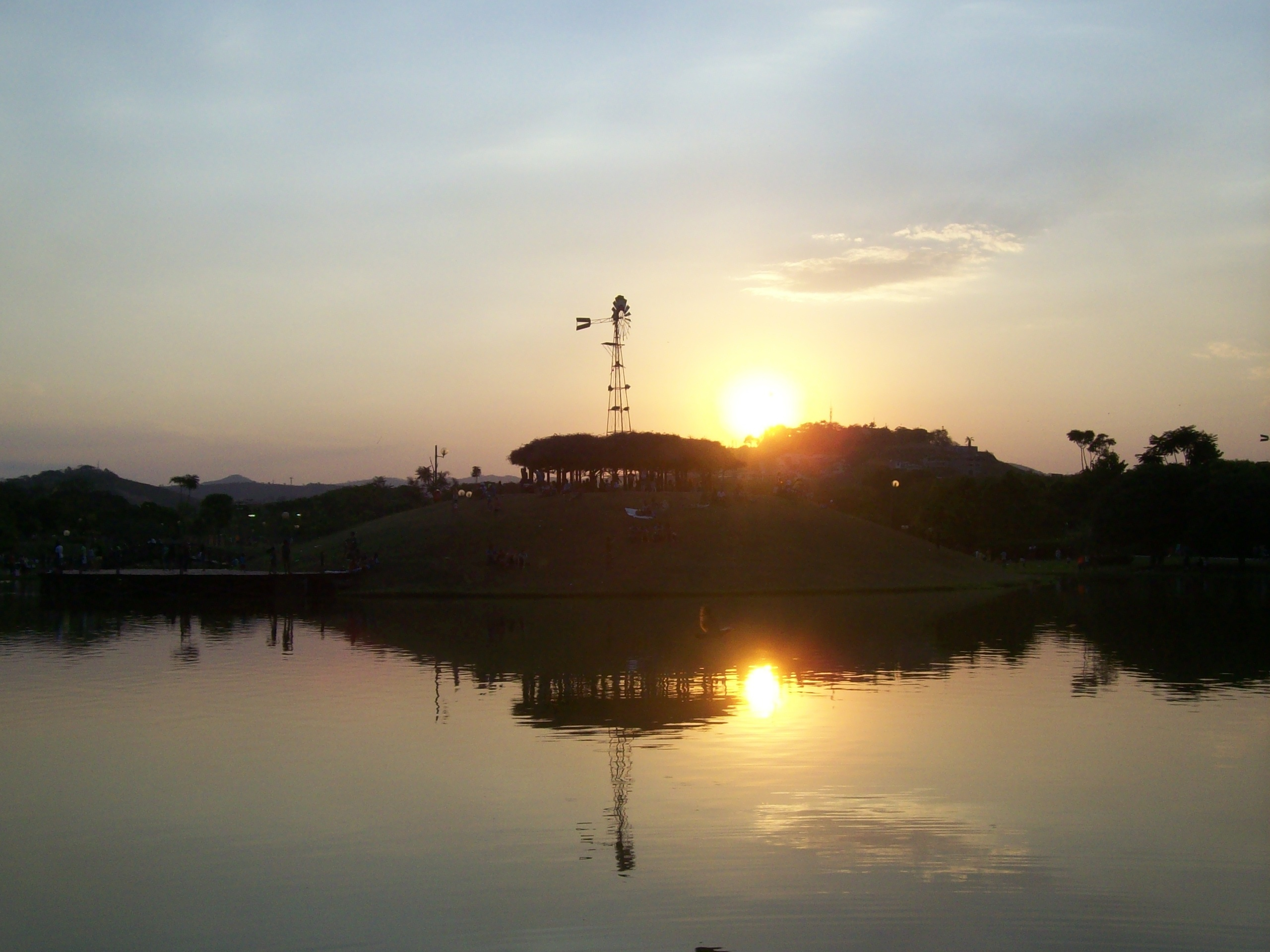
Um pôr do sol visto a partir do Parque Ipanema em uma tarde de setembro

O clima ipatinguense é caracterizado como tropical quente semiúmido (tipo Aw segundo Köppen), com temperatura média compensada anual de 23 °C e pluviosidade média de 1 360 mm/ano, concentrados entre os meses de outubro e abril. A estação chuvosa compreende os meses mais quentes, enquanto que a estação seca abrange os meses mornos. Outono e primavera, por sua vez, são estações de transição. A passagem entre os períodos seco e chuvoso é marcada por tempestades e amplitude térmica elevada, sobretudo entre o fim do inverno e a primavera.
As precipitações caem principalmente sob a forma de chuva e, esporadicamente, de granizo, com registro desse fenômeno em 4 de setembro de 2006, 17 de dezembro de 2012 e 21 de janeiro de 2025. As chuvas podem ainda vir acompanhadas de descargas elétricas e fortes rajadas de vento. Na noite de 25 de dezembro de 2023, um temporal trouxe rajadas de vento de até 120 km/h, provocando destelhamentos de casas, quedas de árvores e falta de energia elétrica em todas as regiões da cidade. De acordo com o Grupo de Eletricidade Atmosférica do Instituto Nacional de Pesquisas Espaciais (ELAT/INPE) em 2018, o município apresenta uma densidade de descargas de 2,947 raios por km²/ano, estando na 278ª posição a nível estadual e na 3 218ª a nível nacional.
| Maiores acumulados de precipitação em 24 horas registrados em Ipatinga (INMET) por meses | Maiores acumulados de precipitação em 24 horas registrados em Ipatinga (INMET) por meses | Maiores acumulados de precipitação em 24 horas registrados em Ipatinga (INMET) por meses | Maiores acumulados de precipitação em 24 horas registrados em Ipatinga (INMET) por meses | Maiores acumulados de precipitação em 24 horas registrados em Ipatinga (INMET) por meses | Maiores acumulados de precipitação em 24 horas registrados em Ipatinga (INMET) por meses |
| Mês                                                                                      | Acumulado                                                                                | Data                                                                                     | Mês                                                                                      | Acumulado                                                                                | Data                                                                                     |
| ---------------------------------------------------------------------------------------- | ---------------------------------------------------------------------------------------- | ---------------------------------------------------------------------------------------- | ---------------------------------------------------------------------------------------- | ---------------------------------------------------------------------------------------- | ---------------------------------------------------------------------------------------- |
| Janeiro                                                                                  | 131 mm                                                                                   | 05/01/1982                                                                               | Julho                                                                                    | 16,2 mm                                                                                  | 24/07/1986                                                                               |
| Fevereiro                                                                                | 90 mm                                                                                    | 12/02/2004                                                                               | Agosto                                                                                   | 45,6 mm                                                                                  | 26/08/1986                                                                               |
| Março                                                                                    | 180 mm                                                                                   | 20/03/1979                                                                               | Setembro                                                                                 | 46,1 mm                                                                                  | 28/09/1992                                                                               |
| Abril                                                                                    | 103,8 mm                                                                                 | 04/04/1987                                                                               | Outubro                                                                                  | 84,9 mm                                                                                  | 08/10/1992                                                                               |
| Maio                                                                                     | 54,8 mm                                                                                  | 22/05/1995                                                                               | Novembro                                                                                 | 241,7 mm                                                                                 | 14/11/1981                                                                               |
| Junho                                                                                    | 22,5 mm                                                                                  | 23/06/2004                                                                               | Dezembro                                                                                 | 204,2 mm                                                                                 | 16/12/1988                                                                               |
| Período: 1961 a 1962, 1979 a 1983, 1985 a 1988, 1990 e 1992 a 2004                       |                                                                                          |                                                                                          |                                                                                          |                                                                                          |                                                                                          |

Com mais de 1 800 horas de insolação por ano, a umidade do ar média anual é de 84%, contudo baixos índices de umidade podem ser registrados durante a estação seca ou em longos veranicos. Nesses períodos, o ar seco em associação à poluição favorece a concentração de poluentes na atmosfera, contribuindo com a piora da qualidade do ar. Nevoeiros ocorrem quando há combinação de alta umidade e baixas temperaturas. O vento dominante é originado na direção leste e, no período mais ventoso do ano, entre os dias 3 de agosto e 6 de dezembro, a velocidade média é de 10,6 quilômetros, tendo uma ligeira concentração entre setembro e outubro. Na época mais calma, de março a junho, a velocidade média varia entre 8 e 9 quilômetros por hora.
Segundo dados do Instituto Nacional de Meteorologia (INMET), referentes aos períodos de 1961 a 1962, 1979 a 1983, 1985 a 1988, 1990 e 1992 a 2005, a temperatura mínima absoluta registrada em Ipatinga, na antiga estação meteorológica da Usiminas, foi de 7,6 °C em 1º de junho de 1979 e a maior atingiu 38,9 °C em 29 de novembro de 1993. O menor índice de umidade relativa do ar foi de 21% em 21 de novembro de 1982. O maior acumulado de precipitação em 24 horas, por sua vez, foi de 241,7 milímetros (mm) em 14 de novembro de 1981. Outros grandes acumulados (completando os cinco maiores) foram 204,2 mm em 16 de dezembro de 1988, 181,3 mm em 20 de novembro de 1998, 180 mm em 20 de março de 1979 e 171,1 mm em 10 de dezembro de 1980. Medições da Usiminas posteriores a este período registraram máxima recorde de 42,6 °C em 31 de outubro de 2012 e umidade mínima absoluta de 16% em 10 de setembro de 2012. Na madrugada de 12 de janeiro de 2025, Ipatinga foi atingida por uma tempestade de pouco mais de 200 mm em seis horas, provocando enchentes e deslizamentos em várias partes da cidade que deixaram pelo menos dez mortos.
| Dados climatológicos para Ipatinga (Usiminas) | Dados climatológicos para Ipatinga (Usiminas) | Dados climatológicos para Ipatinga (Usiminas) | Dados climatológicos para Ipatinga (Usiminas) | Dados climatológicos para Ipatinga (Usiminas) | Dados climatológicos para Ipatinga (Usiminas) | Dados climatológicos para Ipatinga (Usiminas) | Dados climatológicos para Ipatinga (Usiminas) | Dados climatológicos para Ipatinga (Usiminas) | Dados climatológicos para Ipatinga (Usiminas) | Dados climatológicos para Ipatinga (Usiminas) | Dados climatológicos para Ipatinga (Usiminas) | Dados climatológicos para Ipatinga (Usiminas) | Dados climatológicos para Ipatinga (Usiminas) |
| Mês | Jan                                           | Fev                                           | Mar                                           | Abr                                           | Mai                                           | Jun                                           | Jul                                           | Ago                                           | Set                                           | Out                                           | Nov                                           | Dez                                           | Ano                                           |
| --- | --------------------------------------------- | --------------------------------------------- | --------------------------------------------- | --------------------------------------------- | --------------------------------------------- | --------------------------------------------- | --------------------------------------------- | --------------------------------------------- | --------------------------------------------- | --------------------------------------------- | --------------------------------------------- | --------------------------------------------- | --------------------------------------------- |
| Temperatura máxima recorde (°C) | 37,4                                          | 38,4                                          | 36,2                                          | 35,2                                          | 34,4                                          | 31,8                                          | 33,6                                          | 34,2                                          | 37,8                                          | 37,8                                          | 38,9                                          | 38,8                                          | 38,9                                          |
| Temperatura máxima média (°C) | 30,3                                          | 31,4                                          | 30,7                                          | 29,4                                          | 27,5                                          | 26,3                                          | 26,4                                          | 27,1                                          | 28,5                                          | 29,4                                          | 29,3                                          | 29,6                                          | 28,8                                          |
| Temperatura média compensada (°C) | 25,3                                          | 25,9                                          | 25,3                                          | 24                                            | 21,8                                          | 20                                            | 19,9                                          | 20,9                                          | 22,7                                          | 24,2                                          | 24,5                                          | 24,8                                          | 23,3                                          |
| Temperatura mínima média (°C) | 21,7                                          | 21,8                                          | 21,5                                          | 20,1                                          | 17,6                                          | 15,5                                          | 15,1                                          | 16                                            | 18,4                                          | 20,1                                          | 20,9                                          | 21,2                                          | 19,2                                          |
| Temperatura mínima recorde (°C) | 16                                            | 17,4                                          | 17,3                                          | 14                                            | 9,8                                           | 7,6                                           | 8,4                                           | 9,2                                           | 10,6                                          | 11,2                                          | 14                                            | 15,6                                          | 7,6                                           |
| Precipitação (mm) | 260,5                                         | 127,5                                         | 159,2                                         | 77,2                                          | 37,3                                          | 9,9                                           | 8,2                                           | 16,5                                          | 31,5                                          | 99,5                                          | 221,2                                         | 311                                           | 1 359,5                                       |
| Dias com precipitação (≥ 1 mm) | 13                                            | 8                                             | 9                                             | 6                                             | 4                                             | 2                                             | 1                                             | 2                                             | 4                                             | 7                                             | 12                                            | 16                                            | 84                                            |
| Umidade relativa compensada (%) | 84                                            | 80,4                                          | 83,7                                          | 85,2                                          | 85,9                                          | 84,6                                          | 81,4                                          | 78,4                                          | 76,6                                          | 76,4                                          | 81,4                                          | 84,6                                          | 81,9                                          |
| Insolação (h) | 152,7                                         | 173,9                                         | 173,7                                         | 172,7                                         | 160,9                                         | 158,6                                         | 169,2                                         | 162,6                                         | 135                                           | 133,6                                         | 135,5                                         | 127,4                                         | 1 855,8                                       |
| Fonte: Instituto Nacional de Meteorologia (INMET) — normal climatológica de 1981–2010; recordes de temperatura: 1961 a 1962, 1979 a 1983, 1985 a 1988, 1990 e 1992 a 2005 |                                               |                                               |                                               |                                               |                                               |                                               |                                               |                                               |                                               |                                               |                                               |                                               |                                               |

### Ecologia e meio ambiente

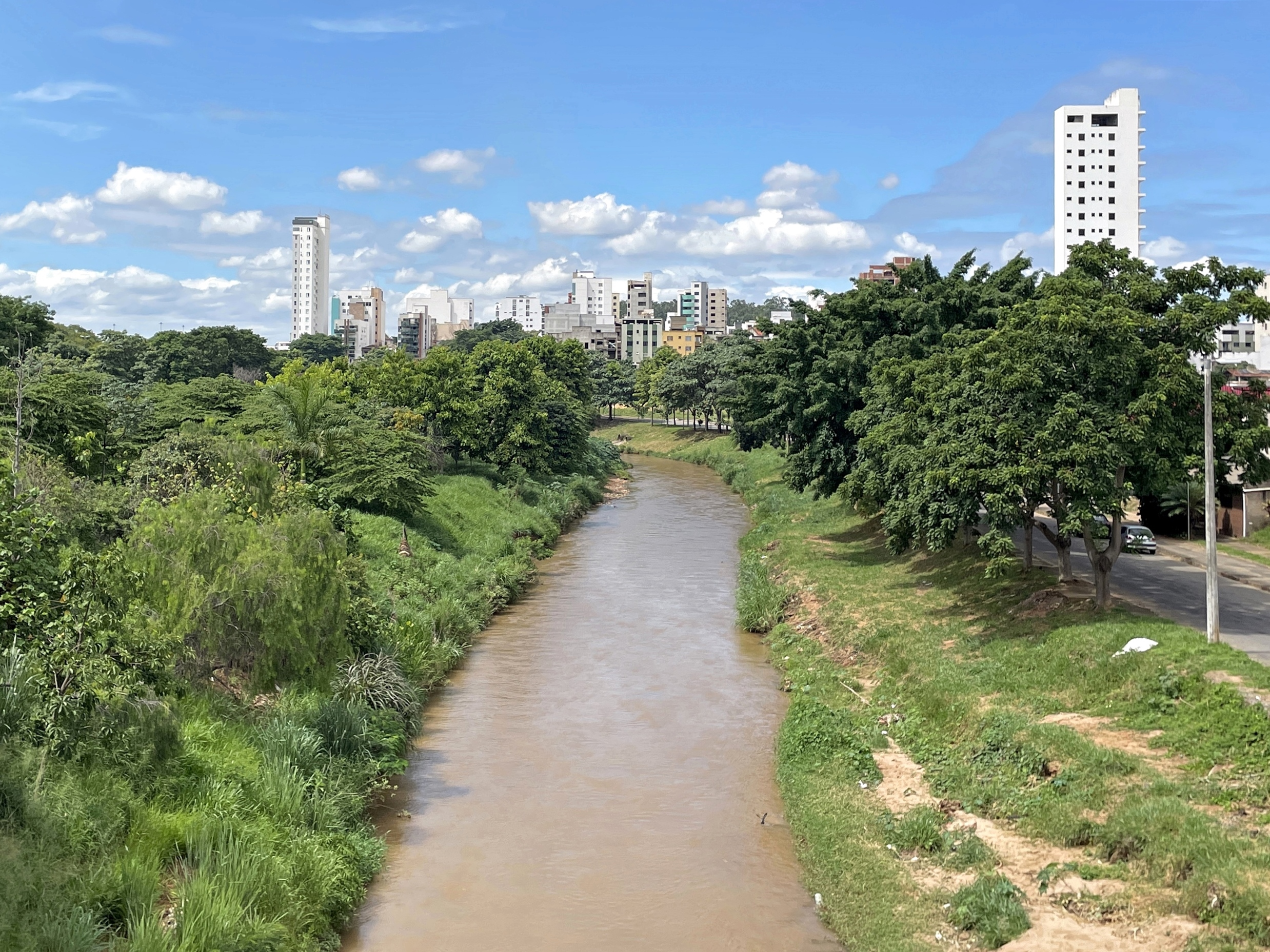
Ribeirão Ipanema no bairro Iguaçu

A vegetação nativa pertence ao domínio florestal Atlântico (Mata Atlântica), restando poucas regiões fragmentadas em meio a áreas reflorestadas, pastagens e ao perímetro urbano. A monocultura de reflorestamento com eucalipto, no entanto, apresenta uma considerável relevância e ocupa área maior que o bioma original, tendo como finalidade a produção de matéria-prima para a fábrica de celulose da Cenibra, localizada em Belo Oriente. Em 2009, os plantios de eucalipto ocupavam 3 055,74 hectares ou 18,36% do território de Ipatinga. Nesse mesmo ano, 51,55 hectares (0,31%) eram cobertos por cursos hídricos e 3 299,01 hectares (19,82%) eram áreas urbanizadas. Em 2014, as plantações de eucalipto ocupavam 32,750 km² (19,5% da área do município), enquanto que a Mata Atlântica nativa abrangia 6 km² (3,65% da área total).
Ipatinga conta com uma área de proteção ambiental (APA) e duas reservas particulares do patrimônio natural (RPPN), que aliadas a áreas de preservação vizinhas, como a Serra dos Cocais em Coronel Fabriciano e a APA de Santana do Paraíso, constituem um corredor ecológico até o Parque Estadual do Rio Doce (PERD), que por sua vez faz limite com o município e é considerado o maior remanescente de Mata Atlântica de Minas Gerais e um dos principais sistemas lacustres do estado. Parte das áreas de preservação locais, no entanto, é usada para pastagens ou cultivo de eucalipto. A APA Ipanema, como é denominada, foi criada em 1997 e abriga remanescentes de Mata Atlântica que atuam como mata ciliar para a região da nascente do ribeirão Ipanema e de outros cursos hidrográficos menores. As RPPNs Fazenda Córrego da Bucaina e Sítio do Zaca são propriedades particulares, mas ambas têm registro em âmbito estadual como áreas de conservação.

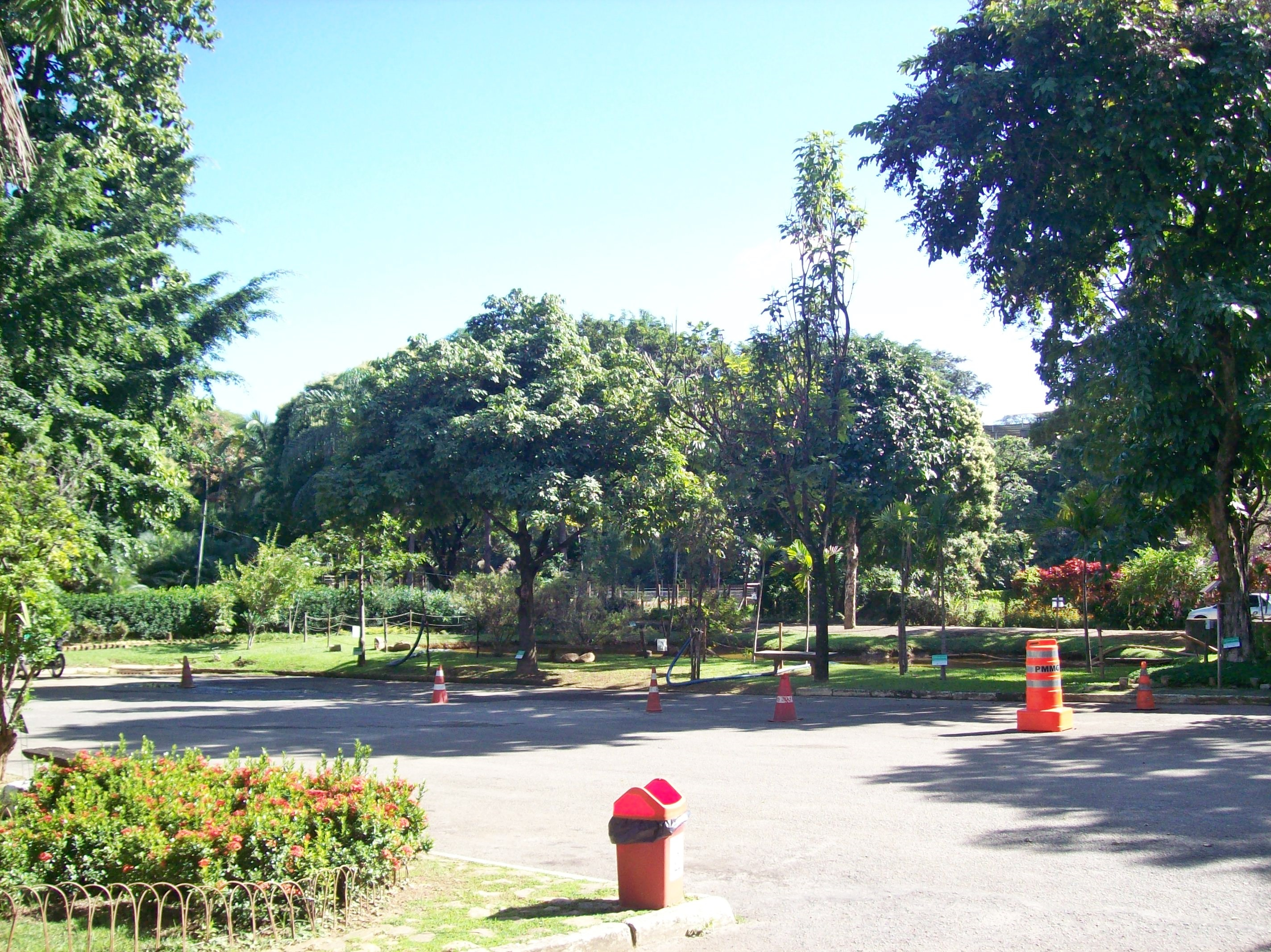
Interior do Viveiro Municipal de Ipatinga

O município administra cinco parques municipais, sendo eles: Ipanema, Samambaias, Parque das Montanhas, Parque Ecológico das Águas e Parque Campo da União. Dentre esses se destaca o Parque Ipanema, que é a maior área verde urbana de Minas Gerais, com cerca de 1 milhão de m². O Parque Municipal Samambaia, que está situado no bairro Bom Jardim e foi criado em 2000, possui um lago e um remanescente de Mata Atlântica. Também em 2000, houve a criação do Parque Campo da União, localizado entre os bairros Planalto II e Parque das Águas (Veneza). Os demais tiveram suas demarcações pelo Plano Diretor Municipal em 2014. A prefeitura também mantém um viveiro municipal, onde são cultivadas as mudas frutíferas, ornamentais, arbóreas e medicinais utilizadas nos logradouros ou que podem ser adquiridas pela população. O Centro de Biodiversidade da Usipa (CEBUS), que é administrado sob intermédio da Usiminas, conta com um mini-jardim zoológico, um viveiro de mudas e uma área de conservação, atendendo às escolas e à comunidade da região com visitas, atividades ecológicas e dinâmicas.
Ipatinga é considerada uma das cidades mais arborizadas do Brasil, contando com mais de 100 m² de área verde por habitante. Segundo a prefeitura, havia cerca de 100 mil árvores plantadas em áreas públicas da cidade em 2014, com presença de espécies típicas locais, como mognos, pinheiros, palmeiras, cajás, mangueiras, goiabeiras e o ipê-amarelo. No mesmo ano, existiam 450 000 m² de áreas gramadas em praças e parques, 40 000 m² de jardins e cerca de 100 praças públicas e áreas verdes, os quais são ornamentados com aproximadamente 20 espécies típicas, dentre elas: trapoeraba-roxa, clorofito, coleus, erica, ixora, onze-horas, vinca e margarida-branca. Sabiá-laranjeira, sanhaço, tico-tico, rolinha, saíra e bem-te-vi são aves típicas da fauna local, ao passo que animais silvestres podem ser encontrados sobretudo em áreas de florestas remanescentes, a exemplo de gato-do-mato, tatu, paca, raposa e rato silvestre.

#### Problemas ambientais

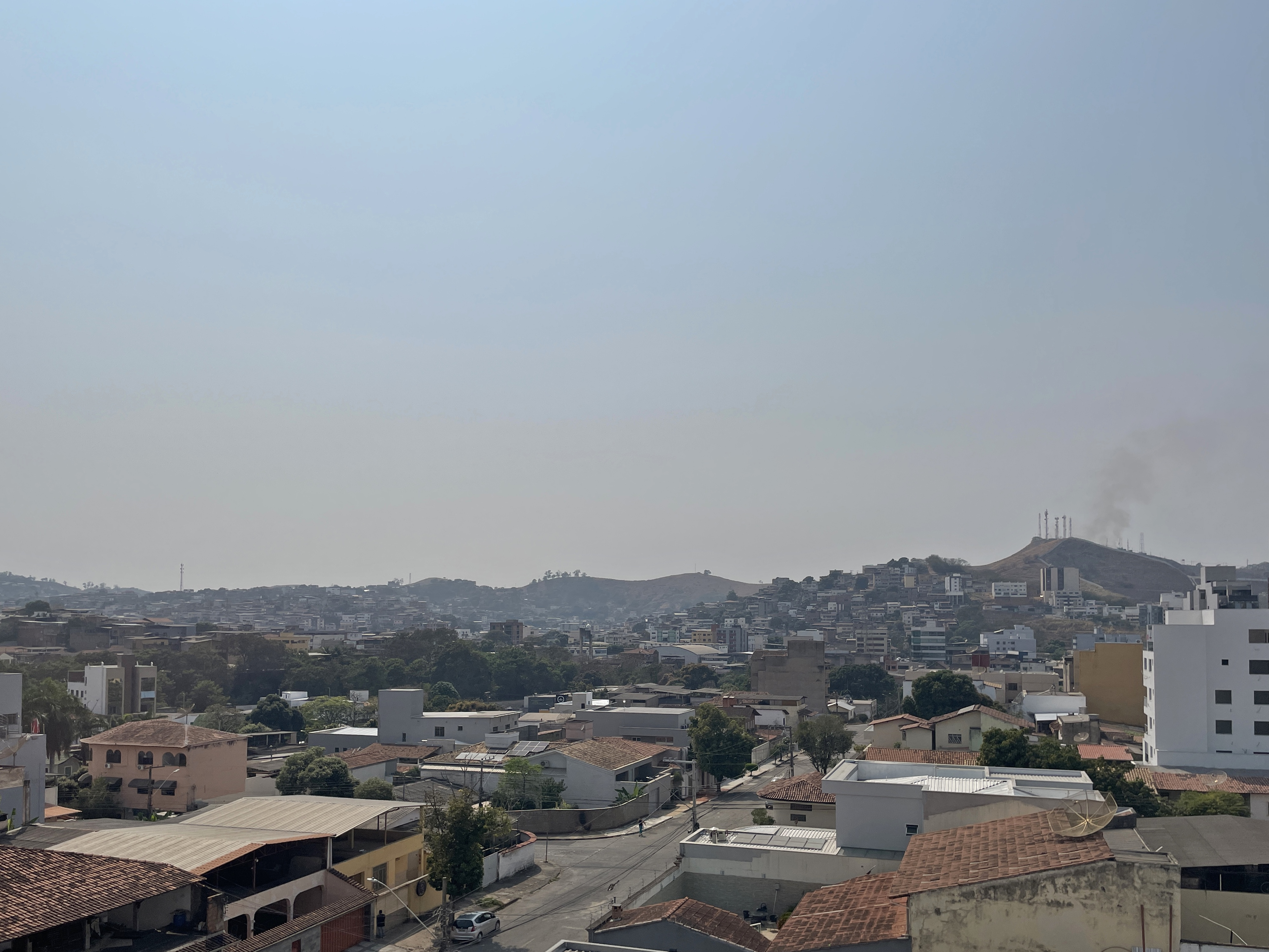
Céu esfumaçado e poluído após um período prolongado sem chuvas em 2024, visto do Cidade Nobre.

Alguns dos principais problemas ambientais que a cidade sofre são as enchentes, que no período chuvoso provocam grandes estragos nas áreas mais baixas e populosas, e os deslizamentos de terra nos morros e encostas. Existem pontos com deficiências de drenagem, impedindo o devido escoamento da água das chuvas em direção aos cursos hidrográficos. Entretanto, as áreas de risco de escorregamentos de encostas no município são proporcionalmente pequenas em relação à extensão do perímetro urbano, levando em consideração que o relevo da zona urbana é relativamente menos acidentado e que grandes parcelas do território municipal são administradas pela Usiminas. Mesmo assim há um Plano de Risco Municipal a fim de identificar áreas propícias a sofrerem danos.
As queimadas florestais destroem a mata nativa, comprometendo a qualidade do solo e prejudicando ainda a qualidade do ar, sendo que a cidade também é afetada pela poluição atmosférica gerada nas usinas do Vale do Aço. Ipatinga conta com painéis de qualidade do ar instalados em alguns bairros, com objetivo de informar o índice de poluição. A poluição hídrica se mostra amenizada pela existência de estações de tratamento de águas residuais da Copasa e da Usiminas, que atendem a mais de 99% da população. A poluição visual, por sua vez, é intensa em diversos locais do perímetro urbano, sendo considerável a presença de cartazes com anúncios fixados sem controle em orelhões, postes e placas, situação que é agravada pelas pichações em muros e portões de casas e lojas.

## Demografia
Em 2022, a população foi estimada em 227 731 habitantes pelo censo daquele ano, realizado pelo Instituto Brasileiro de Geografia e Estatística (IBGE), o que representa uma queda em relação a 2010, quando foram contabilizados 239 468 moradores. Segundo o censo de 2022, 108 459 habitantes eram homens (47,63%) e 119 272 habitantes mulheres (52,37%). Ainda segundo o mesmo censo, 227 128 habitantes viviam na zona urbana (99,74%) e 603 na zona rural (0,26%). Havia 140 197 habitantes no distrito-sede (61,56% da população municipal), enquanto que o distrito Barra Alegre possuía 87 534 residentes (38,44%).
Da população total em 2022, 40 540 habitantes (17,8%) tinham menos de 15 anos de idade, 31 620 (13,88%) tinham de 15 a 24 anos, 49 856 (21,9%) tinham de 25 a 39 anos, 76 946 (33,78%) tinham de 40 a 64 anos e 28 769 (12,64%) possuíam 65 anos ou mais. Em 2010, a esperança de vida ao nascer era de 76,9 anos e a taxa de fecundidade total por mulher era de 1,6.
Segundo o IBGE em 2020, Ipatinga é considerada uma capital regional na hierarquia urbana brasileira, ao exercer influência econômica e de prestação de serviços preponderante sobre um arranjo populacional que abrange outros nove municípios: Belo Oriente, Bugre, Coronel Fabriciano, Ipaba, Jaguaraçu, Marliéria, Naque, Santana do Paraíso e Timóteo. Esse conjunto, por sua vez, gera relações de atração e deslocamento com cidades maiores, a exemplo de  Belo Horizonte.

### Indicadores e desigualdade

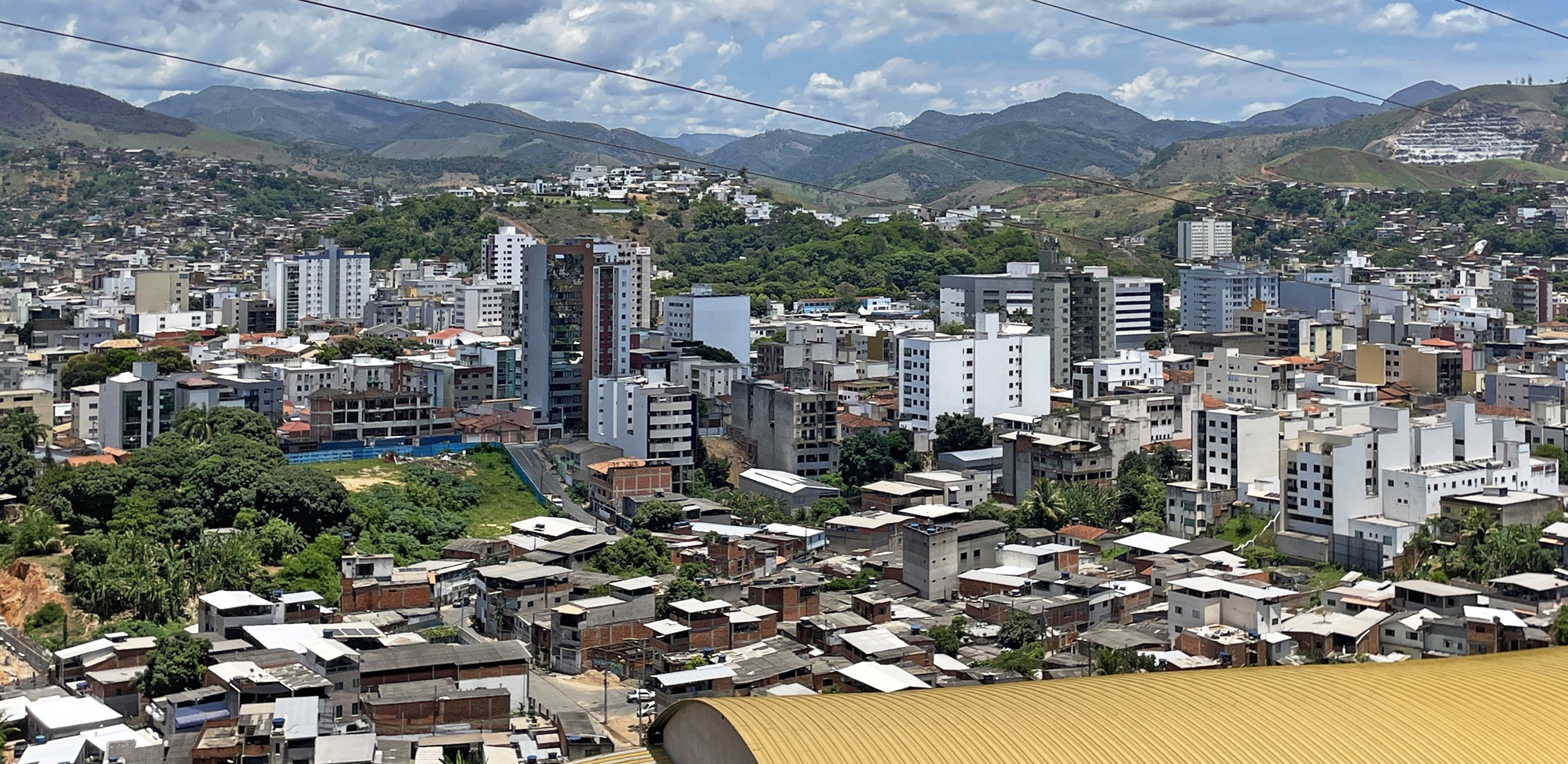
A Vila da Paz, uma das favelas de Ipatinga, em contraste com prédios nos bairros Iguaçu e Cidade Nobre ao fundo.

O Índice de Desenvolvimento Humano Municipal (IDH-M) de Ipatinga é considerado alto pelo Programa das Nações Unidas para o Desenvolvimento (PNUD), sendo que seu valor é de 0,771 (o 220º maior do Brasil e o 16° maior de Minas Gerais). A cidade possui a maioria dos indicadores próximos à média nacional segundo o PNUD. Considerando-se apenas o índice de educação o valor é de 0,705, o valor do índice de longevidade é de 0,864 e o de renda é de 0,752.
De 2000 a 2010, a proporção de pessoas com renda domiciliar per capita de até meio salário mínimo reduziu em 61,6% e em 2010, 93,5% da população vivia acima da linha de pobreza, 4,7% encontrava-se na linha da pobreza e 1,7% estava abaixo e o coeficiente de Gini, que mede a desigualdade social, era de 0,524, sendo que 1,00 é o pior número e 0,00 é o melhor. A participação dos 20% da população mais rica da cidade no rendimento total municipal era de 57,0%, ou seja, 14,1 vezes superior à dos 20% mais pobres, que era de 4,0%. No mesmo ano, segundo a Fundação Gorceix, havia um déficit de 10 495 domicílios, enquanto que 6 331 imóveis estavam desocupados.
Em 2022, segundo o censo do IBGE, 11,73% da população vivia em favelas e comunidades urbanas, sendo a décima maior parcela de habitantes vivendo nessas condições dentre os municípios mineiros. Naquele ano, o instituto identificou a existência de 19 favelas e comunidades urbanas em Ipatinga, onde viviam 26 718 pessoas. Mesmo com a construção de conjuntos habitacionais planejados para abrigar a população industrial na ocasião da instalação da Usiminas, a presença de favelas se deve à ocupação do solo sem controle pela população atraída pelo progresso local. Nesse sentido, projetos habitacionais, de regularização fundiária e de aquisição de lotes são estratégias adotadas que objetivam a melhoria da gestão de políticas a respeito.

### Etnias e religião

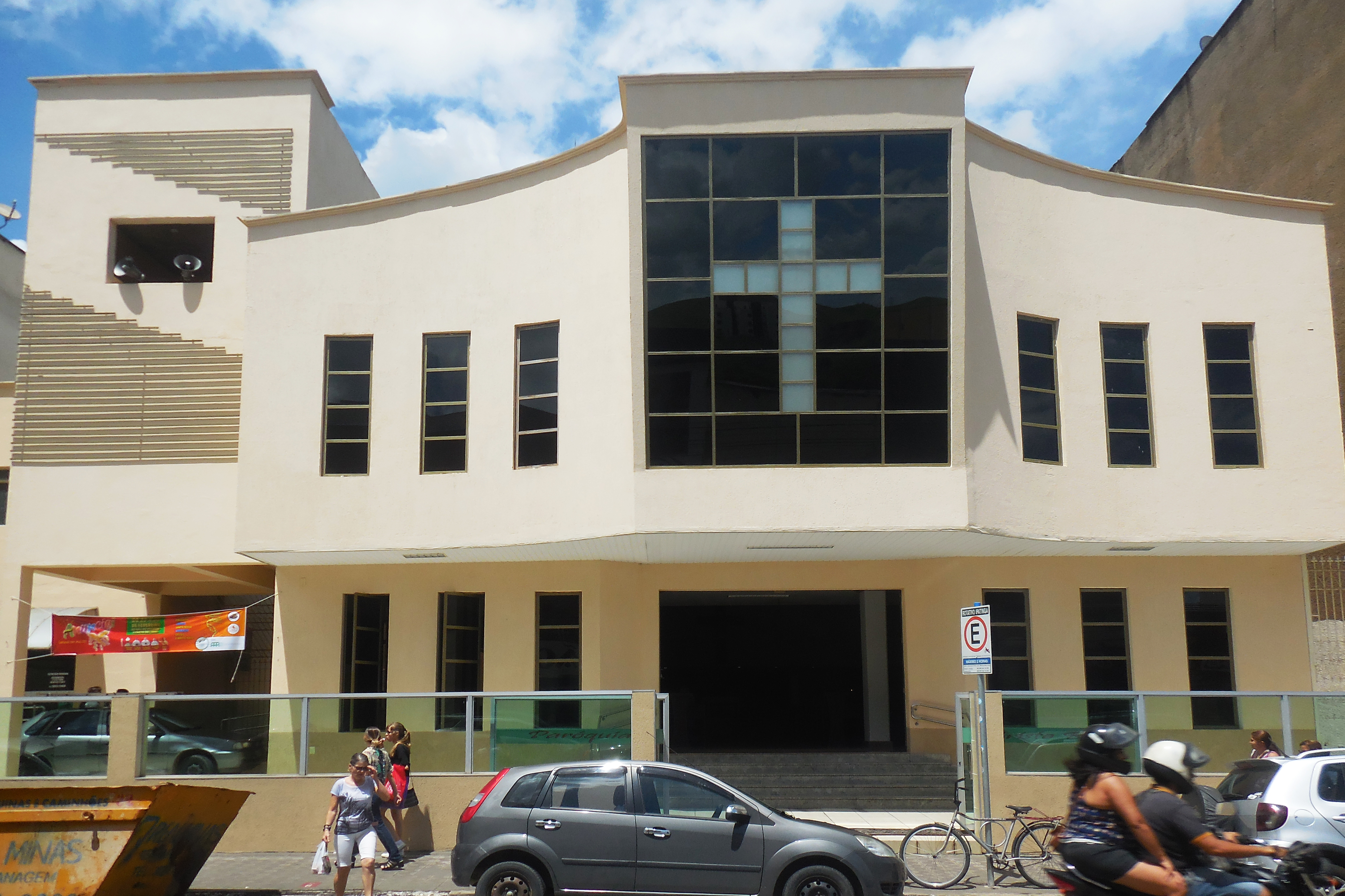
Igreja Cristo Rei, localizada no Centro.

Em 2022, a população era composta por 118 388 pardos (51,99%), 84 207 brancos (36,98%), 24 469 negros (10,74%), 477 amarelos (0,21%) e 185 indígenas (0,81%). Em 2010, considerando-se a região de nascimento, 233 822 eram nascidos no Sudeste (97,64%), 525 na Região Norte (0,22%), 3 142 no Nordeste (1,31%), 321 no Centro-Oeste (0,31%) e 582 no Sul (0,24%). 225 656 habitantes eram naturais de Minas Gerais (94,23%) e, desse total, 120 818 eram nascidos em Ipatinga (50,45%). Entre os 13 812 naturais de outras unidades da federação, Espírito Santo era o estado com maior presença, com 3 345 pessoas (1,40%), seguido por São Paulo, com 2 790 residentes (1,16%), e pelo Rio de Janeiro, com 2 032 habitantes residentes no município (0,85%).
De acordo com dados do censo de 2022 realizado pelo IBGE, a população municipal com dez anos de idade ou mais está composta por 87 334 católicos (43,4% do total), 87 122 evangélicos (43,3%), 15 808 pessoas sem religião (7,86%), 1 716 espíritas (0,85%) e os 4,59% restantes estão divididos entre outras religiões. O município faz parte da Região Pastoral III da Diocese de Itabira-Fabriciano e sedia um total de dez paróquias, sendo elas: Cristo Libertador, Cristo Rei, Cristo Redentor, Nossa Senhora Aparecida, Nossa Senhora da Esperança, Sagrada Família, Sagrado Coração de Jesus, São Geraldo Magela, São Pedro e Senhor do Bonfim.

## Política e administração

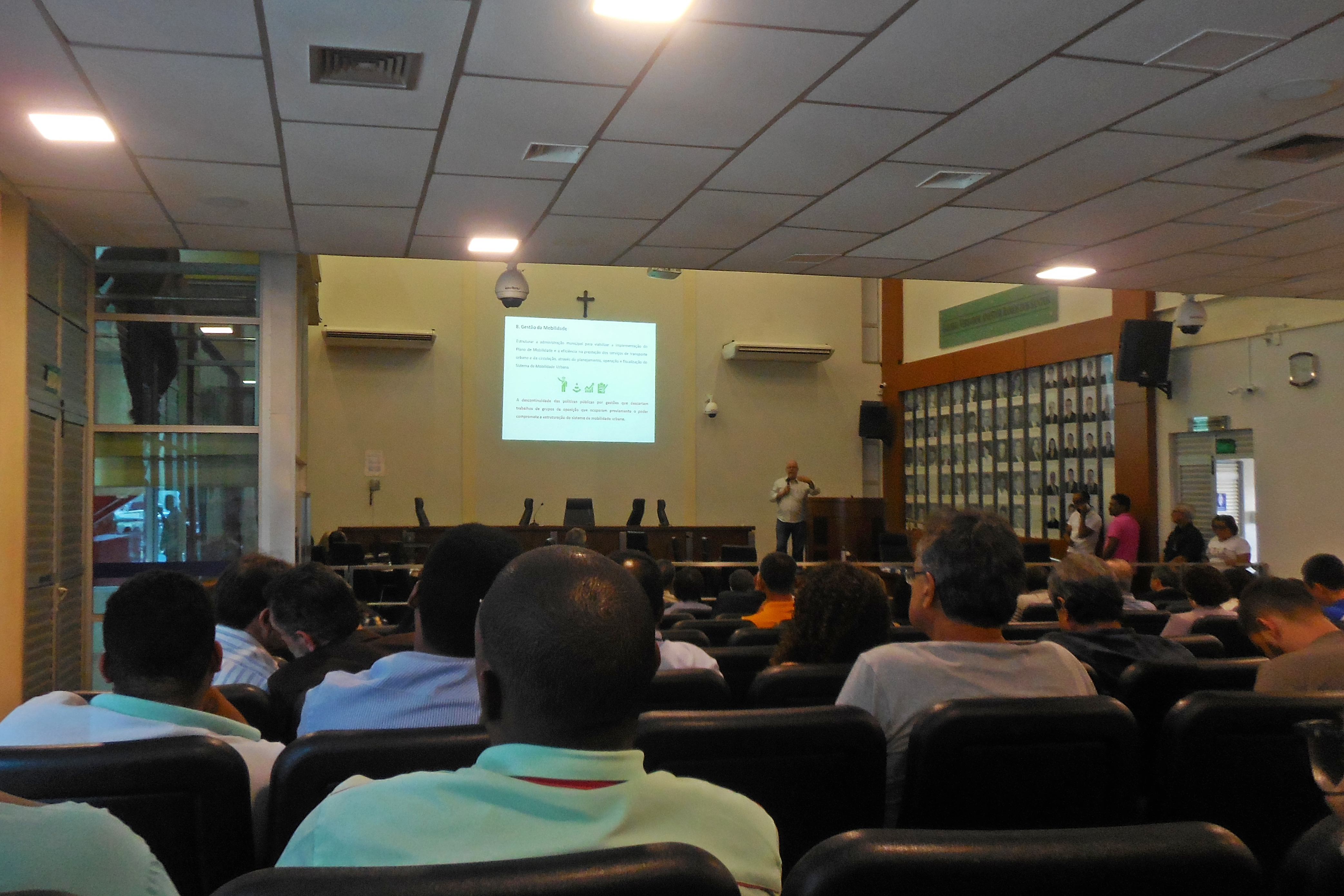
Palestra sobre mobilidade urbana com o diretor do instituto Ruaviva, Ricardo Mendanha, sendo realizada na Câmara Municipal em 2019.

A administração municipal se dá pelos Poderes Executivo e Legislativo. O Executivo é exercido pelo prefeito, auxiliado pelo seu gabinete de secretários. O primeiro representante do Poder Executivo do município foi José Orozimbo da Silva, nomeado como intendente pelo governador José de Magalhães Pinto após a emancipação política, no entanto Fernando Santos Coura foi o primeiro prefeito eleito, tendo assumido o cargo em 4 de dezembro de 1965. O prefeito que venceu as eleições municipais de 2024 foi Gustavo Morais Nunes, reeleito pelo Partido Liberal (PL) com 44,65% dos votos válidos para seu segundo mandato consecutivo, ao lado de José Pedro de Freitas (o Pedrão da AAPI, Cidadania) como vice-prefeito.
O Poder Legislativo, por sua vez, é constituído pela câmara, composta por dezenove vereadores. Cabe à casa elaborar e votar leis fundamentais à administração e ao Executivo, especialmente o orçamento participativo (lei de diretrizes orçamentárias). Em complementação ao processo Legislativo e ao trabalho das secretarias, existem também conselhos municipais em atividade, entre os quais direitos da criança e do adolescente (criado em 1995), tutelar (2008), direitos do idoso (2000), direitos da pessoa com deficiência (2007) e políticas para mulheres (2005).
Ipatinga se rege por sua lei orgânica, promulgada em 1º de maio de 1990, e abriga uma comarca do Poder Judiciário estadual, de entrância especial, que funciona no Fórum Doutora Valéria Vieira Alves e tem como termos os municípios de Ipaba e Santana do Paraíso. O município possuía, em setembro de 2024, 180 396 eleitores, de acordo com o Tribunal Superior Eleitoral (TSE).

## Subdivisões

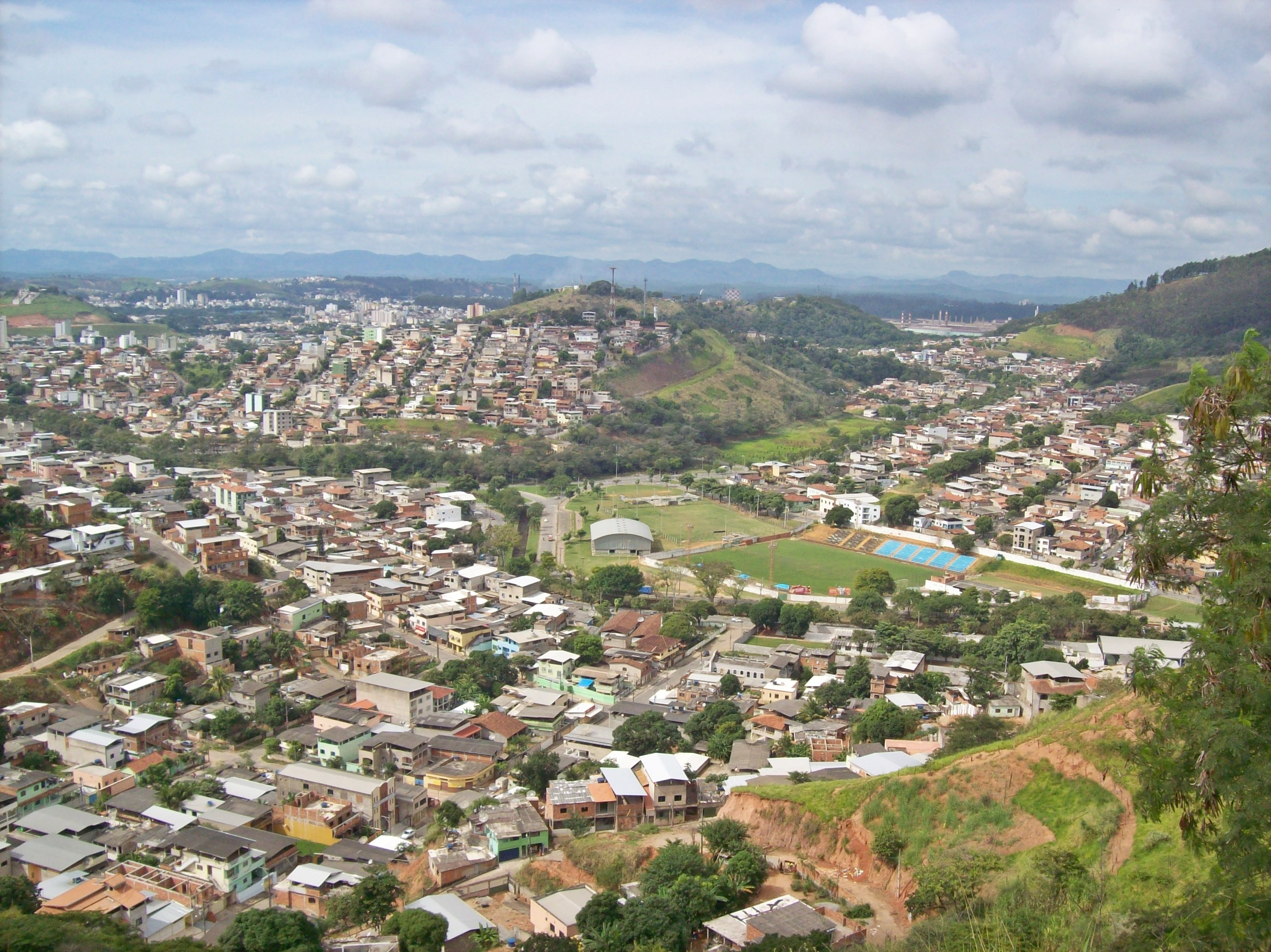
Vista dos bairros Esperança (em primeiro plano), Bom Jardim (ao fundo à direita) e Ideal (ao fundo à esquerda).

Ipatinga é composta por 35 bairros oficiais distribuídos entre suas nove regionais. Segundo o IBGE em 2022, o bairro mais populoso era o Canaã, reunindo 26 569 habitantes. Os bairros das regionais V, VII, VIII e IX, além do Cidade Nobre (Regional III) e Taúbas (Regional VI), formam o distrito Barra Alegre, que possui 114,85 km², enquanto que os demais fazem parte do distrito-sede, que abrange 51,24 km². A Regional IX compõe a zona rural ipatinguense. A atual divisão de Ipatinga segue uma legislação de 1980 e, apesar de ser o município mais populoso da Região Metropolitana do Vale do Aço, é o que possui a menor quantidade de bairros dentre as três principais cidades (aquém de Coronel Fabriciano e Timóteo).
Nota-se que é relativamente pequena a disponibilidade de áreas para a expansão do perímetro urbano de Ipatinga, o que pode ser refletido na densidade demográfica elevada e na desaceleração do crescimento populacional a partir da década de 1990. Com o esgotamento imobiliário na cidade os investidores passaram a utilizar as regiões limítrofes ao perímetro urbano de Ipatinga no município de Santana do Paraíso, onde existem grandes áreas propícias a receber investimentos imobiliários ao mesmo tempo de situarem-se próximas à região do Centro de Ipatinga e ao complexo da Usiminas, gerando uma grande quantidade de loteamentos e novas construções no território vizinho e posteriormente uma conurbação entre as duas cidades.

## Economia

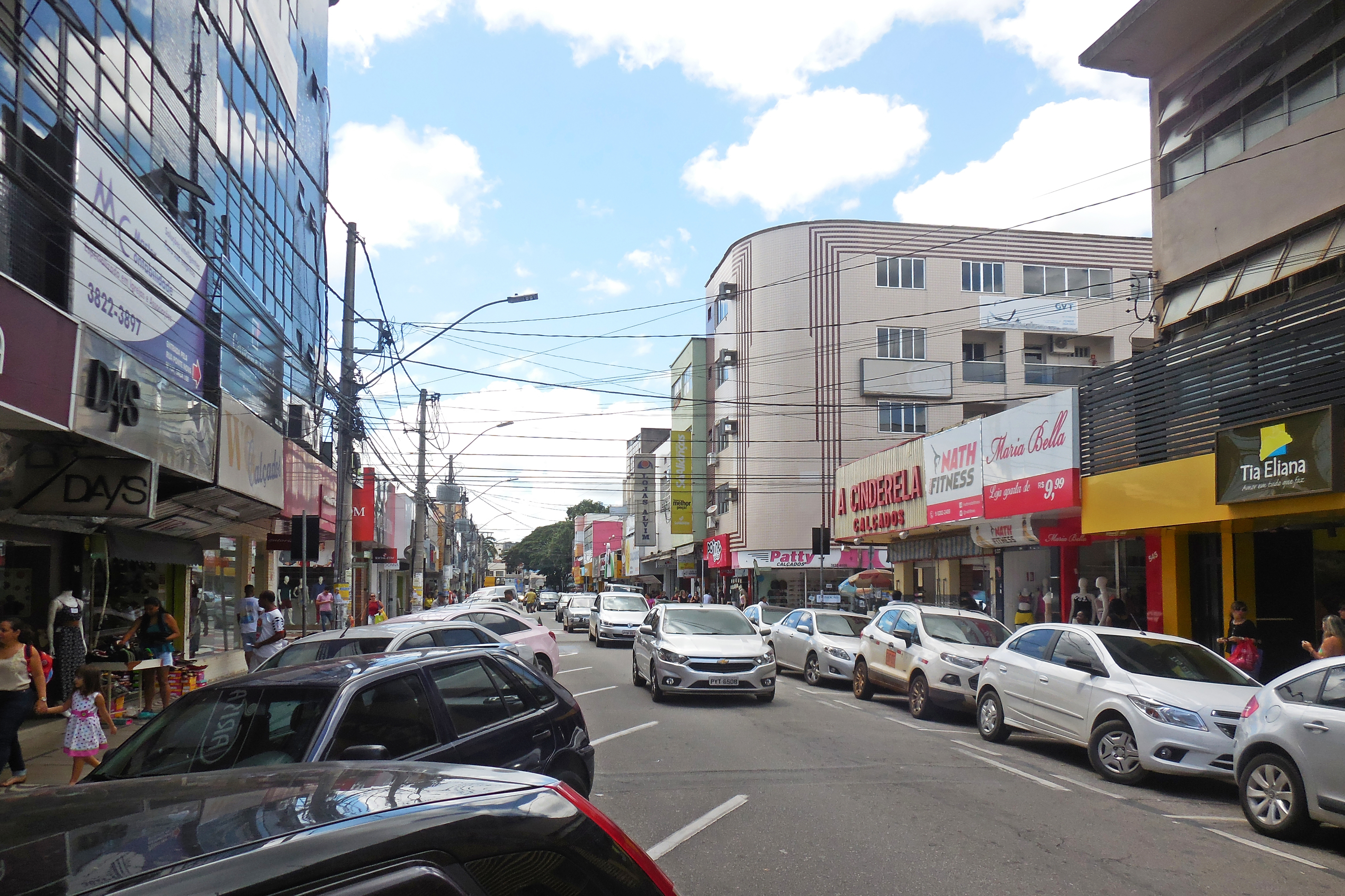
Comércio na Avenida 28 de Abril

No Produto Interno Bruto (PIB) de Ipatinga, destaca-se o setor industrial. De acordo com dados do IBGE, relativos a 2021, o PIB a preços recorrentes do município era de R$ 17 609 176,97 mil. 1 968 496,61 mil eram de impostos sobre produtos líquidos de subsídios a preços correntes e o PIB per capita era de R$ 65 869,82. Em 2010, 65,23% da população maior de 18 anos era economicamente ativa, enquanto que a taxa de desocupação era de 8,77%. Cabe ressaltar, no entanto, que cerca de 10% da população se deslocava para outro município para trabalhar, dadas a proximidade e o fácil acesso aos demais municípios da Região Metropolitana do Vale do Aço.
Em 2022, salários juntamente com outras remunerações somavam 2 619 194 mil reais e o salário médio mensal de todo município era de 2,3 salários mínimos. Havia 12 602 unidades locais e 11 895 empresas atuantes. Segundo o IBGE, em 2010, 49,92% das residências sobreviviam com menos de um salário mínimo mensal por morador (36 384 domicílios), 36,82% sobreviviam com entre um e três salários mínimos para cada pessoa (26 840 domicílios), 6,37% recebiam entre três e cinco salários (4 646 domicílios), 4,09% tinham rendimento mensal acima de cinco salários mínimos (2 980 domicílios) e 2,80% não tinham rendimento (2 040 domicílios).

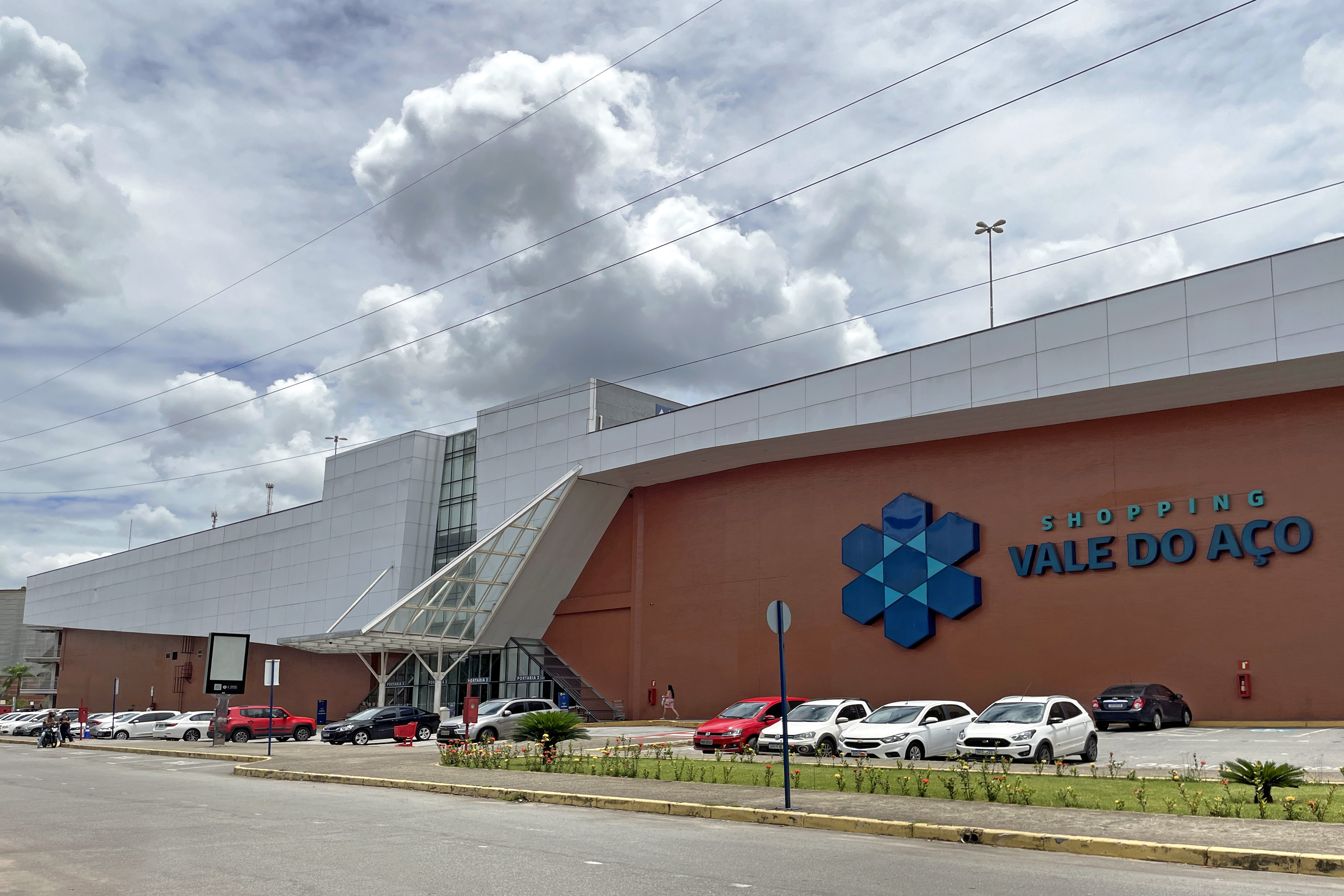
Vista do Shopping Vale do Aço, que é um dos maiores centros de compra do interior mineiro.

Ipatinga foi apontada como a sétima melhor cidade para iniciar uma empresa em Minas Gerais, segundo o Serviço Brasileiro de Apoio às Micro e Pequenas Empresas (SEBRAE) em 2012, porém a redução da demanda por aço no mercado nacional e internacional culminou em demissões e cortes de investimentos e salários pelas indústrias locais nos primeiros anos da década de 2010. No começo da década de 2020, a situação estava estabilizada, com saldo positivo de 636 empregos no comércio e prestação de serviços de janeiro a novembro de 2024. Contudo, foi observada uma menor participação da indústria na geração de novas vagas de emprego.

### Agropecuária
Em 2021, a pecuária e a agricultura acrescentavam 3 358,03 mil reais na economia de Ipatinga, enquanto que em 2010, 0,75% da população economicamente ativa do município estava ocupada no setor. Segundo o IBGE, em 2023 o município possuía um rebanho de 4 700 galináceos, 2 137 bovinos, 197 equinos, 174 suínos, 44 ovinos, 35 bubalinos e três caprinos. Neste mesmo ano, a cidade produziu 406 mil litros de leite de 334 vacas, 8 mil dúzias de ovos de galinha de 730 galinhas e 9 700 quilos de mel de abelha. Na aquicultura foram produzidos 2 300 kg de tilápia. Em 2019, Ipatinga e a vizinha Timóteo eram os dois municípios de Minas Gerais que mais exportavam mel para fora do Brasil, segundo o governo do estado. Na lavoura temporária, em 2023, a produção com maior área plantada era da melancia (12 hectares cultivados), seguida pela cana-de-açúcar, mandioca e milho (1 hectare cada). Já na lavoura permanente, destacou-se a banana (18 hectares), seguida pela laranja e mamão (1 hectare cada).

### Indústria e prestação de serviços

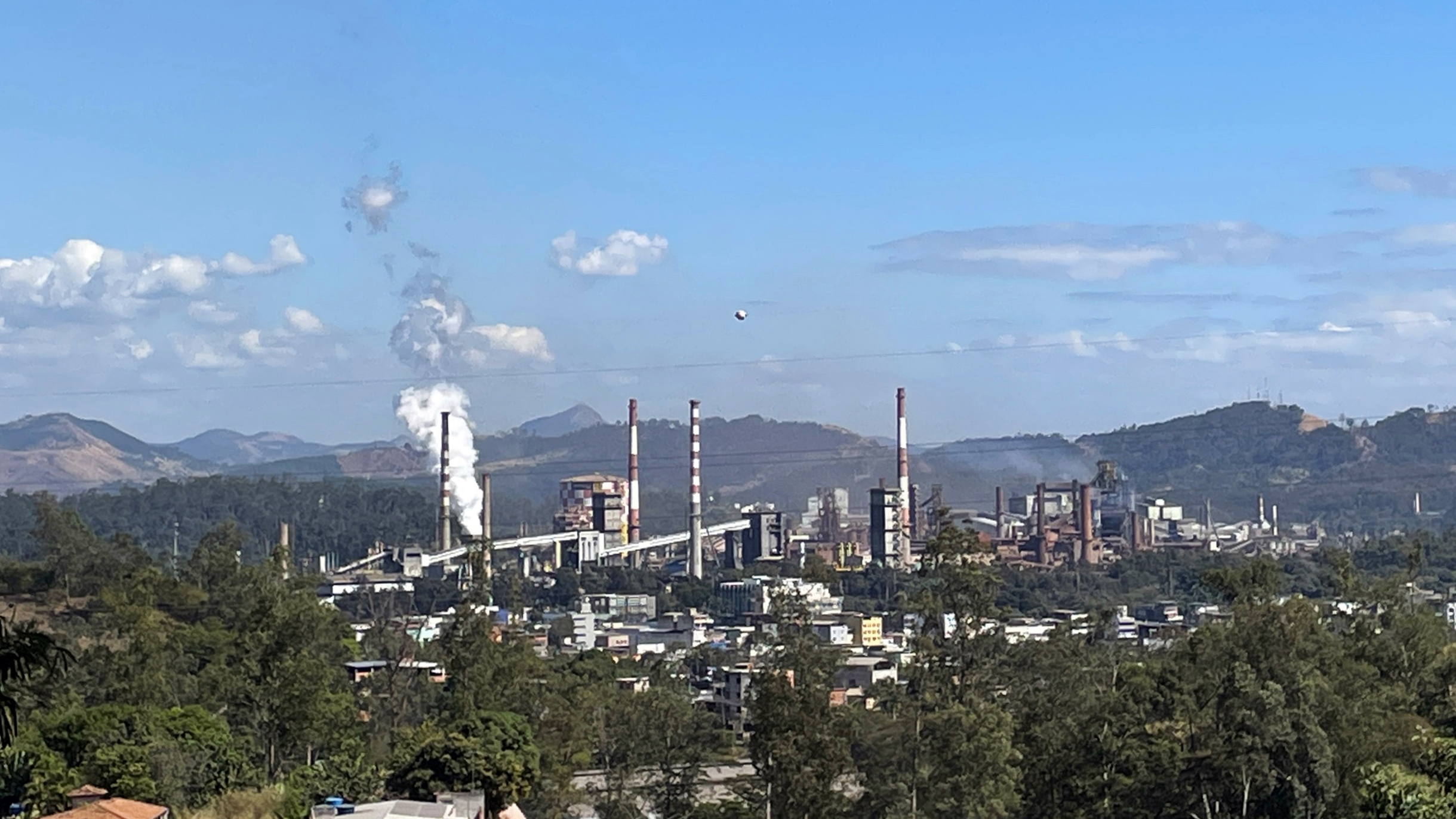
A fábrica da Usiminas vista a partir do Cidade Nova

A indústria, em 2021, era o setor que mais contribuíua para a economia do município. 9 195 871,95 mil reais do PIB municipal eram do valor adicionado bruto do setor secundário. Boa parte desse valor se deve à presença da Usiminas, com um considerável volume de produtos exportados, destacando-se em relação à produção de aço, aço inoxidável e produtos metalmecânicos. O estabelecimento do complexo industrial é o responsável por atrair empresas fornecedoras, complementares e de prestação de serviços às atividades produtivas tanto em Ipatinga quanto nos municípios ao redor. Ipatinga também possui um distrito industrial, que foi estruturado em 1998 e conta com área de cerca de 35 113 336 m².
Dentre outros ramos industriais, fazem-se presentes em Ipatinga a confecção de artigos e acessórios de vestuário, extração e manipulação de minerais não-metálicos, fabricação de móveis e artefatos mobilísticos, produção de alimentos e bebidas e fabricação de produtos oriundos da metalurgia, além da extração de eucalipto destinado a abastecer a usina de celulose da Cenibra, situada no município de Belo Oriente. Em 2023, de acordo com o IBGE, foram extraídos 2 265 metros cúbicos de eucalipto em tora, sendo 84,55% desse total destinado à produção de papel e celulose. Segundo estatísticas do ano de 2010, 0,39% dos trabalhadores do município estavam ocupados no setor industrial extrativo e 21,42% na indústria de transformação.
Em 2010, 8,91% da população ocupada estava empregada no setor de construção, 1,02% nos setores de utilidade pública, 18,41% no comércio e 41,89% no setor de serviços e em 2021, 5 138 968,03 mil reais do PIB municipal eram do valor adicionado bruto do setor de serviços e 1 302 482,34 mil reais do valor adicionado da administração pública. O movimento comercial em Ipatinga possui uma representatividade especial na região da Avenida 28 de Abril (antiga Rua do Comércio), no Centro, que foi revitalizada na década de 1990. Assim como parte do Centro, as regiões dos bairros Bom Retiro, Canaã, Horto e Veneza são consideradas centralidades metropolitanas que exercem um considerável grau de polarização na RMVA, em função da presença de serviços públicos e comércio que atraem consumidores das cidades próximas. Em alguns bairros também funcionam feiras livres regulares, a exemplo da Feira do Ipatingão, que acontece no estacionamento do Estádio Municipal João Lamego Netto. O Shopping Vale do Aço, por sua vez, está localizado próximo ao bairro Horto e constitui um dos maiores centros de compra do interior mineiro.

## Infraestrutura

### Saúde

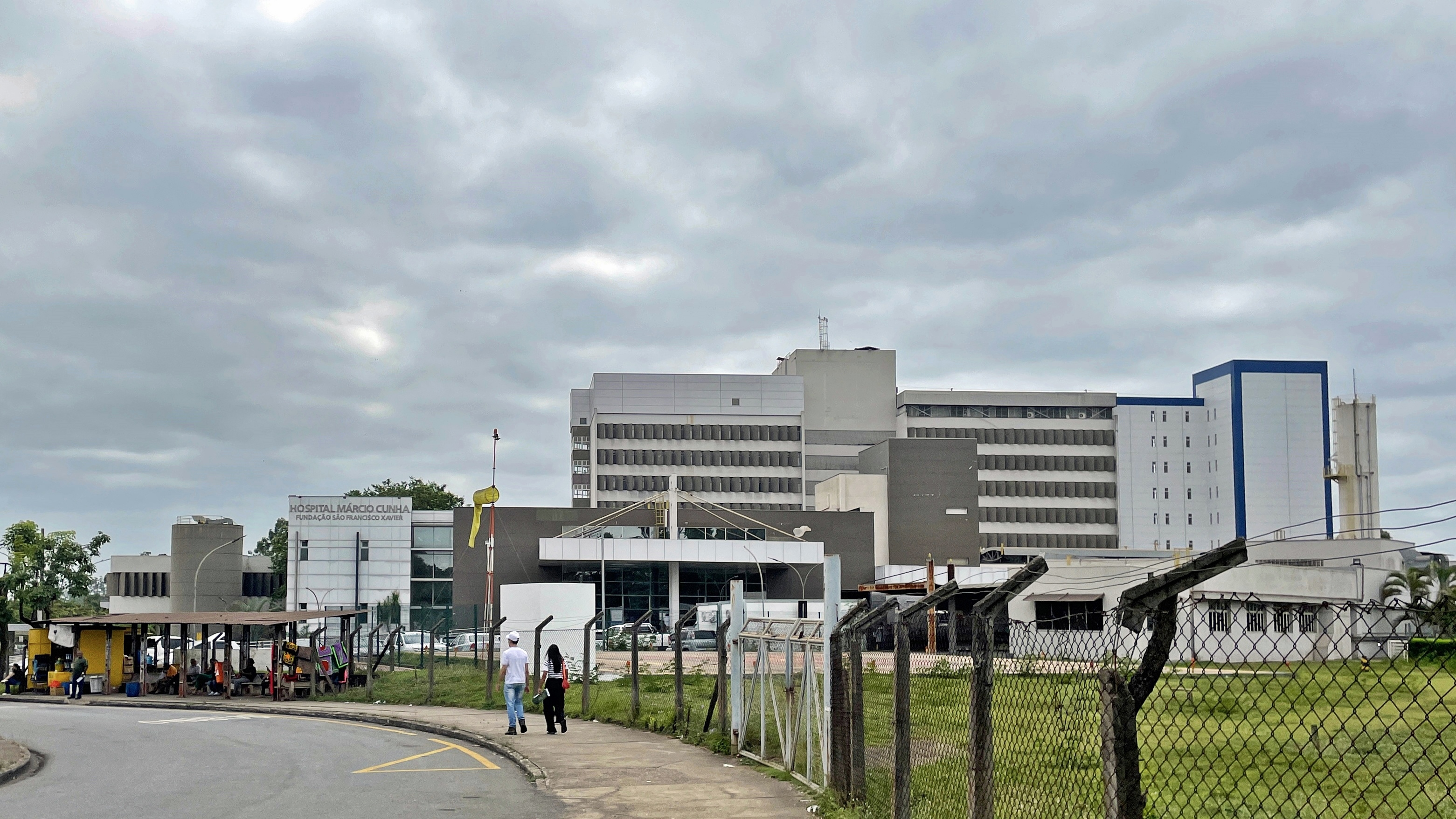
Unidade 1 do Hospital Márcio Cunha, no bairro das Águas.

A rede de saúde de Ipatinga inclui 22 unidades básicas de saúde, três postos de saúde, dois hospitais gerais e dois centros de atenção psicossocial (CAPS), segundo informações de 2018. Havia, em 2010, 0,52 enfermeiros, 1,07 dentistas e 1,5 médicos para cada mil habitantes, frente a médias nacionais de 0,69, 0,54, e 1,5, respectivamente. O Hospital Municipal de Ipatinga é o principal hospital da rede pública que realiza atendimentos de emergência e disponibiliza leitos para internação.
O Hospital Márcio Cunha, que é administrado pela Fundação São Francisco Xavier (FSFX), órgão da Usiminas, é referência em serviços de alta complexidade, como oncologia e hemodiálise e também disponibiliza atendimento pelo Sistema Único de Saúde (SUS). Além disso, trata-se do único centro transplantador do leste e nordeste de Minas, atendendo a diversas cidades dessas regiões. Nas dependências do Hospital Márcio Cunha ainda se encontra implantado desde o primeiro semestre de 2017 o primeiro e único centro oncológico infantil do leste do estado (hospital do câncer infantil), que se tornou a partir desta implantação, referência para a macrorregião com 86 municípios, atendendo inclusive a pacientes do SUS, e evitando deslocamentos até Belo Horizonte.
Ipatinga conta com quatro cemitérios, sendo o principal deles o Parque Nossa Senhora da Paz, no bairro Veneza II. Os demais estão localizados nos bairros Barra Alegre, Bom Jardim e Ipaneminha. Em 2022, foram registrados 1 535 óbitos por morbidades, dentre os quais as doenças do sistema circulatório representaram a maior causa de mortes (26,78%), seguida pelos tumores (20%). Ao mesmo tempo, foram registrados 2 764 nascidos vivos, sendo que o índice de mortalidade infantil no mesmo ano foi de 7,96 óbitos de crianças menores de um ano de idade a cada mil nascidos vivos. Cabe ressaltar que 1,24% das meninas de 10 a 17 anos tiveram filhos em 2010.

### Educação

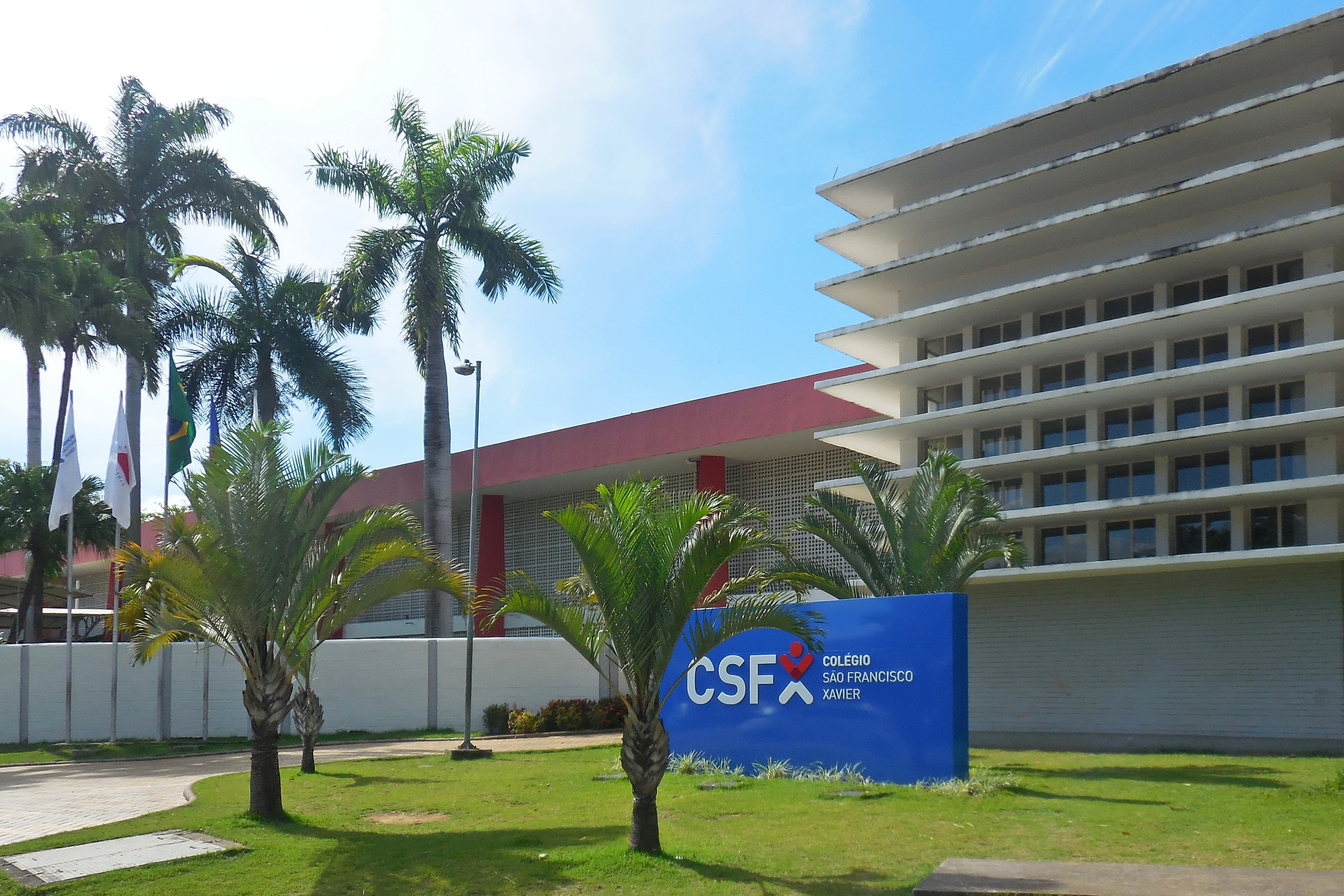
Fachada do Colégio São Francisco Xavier, primeira instituição de ensino particular, fundado pela Usiminas em 1952.

Na área da educação, o Índice de Desenvolvimento da Educação Básica (IDEB) médio entre os alunos dos anos iniciais do ensino fundamental das escolas públicas de Ipatinga era de 6,5 em 2023, numa escala de avaliação que vai de nota 1 a 10, enquanto que a nota dos alunos dos anos finais do fundamental era 5,2. Em 2022, estavam matriculadas em escolas 38,38% das crianças com zero a três anos, 89,45% daquelas com quatro a cinco anos e 98,26% das que tinham entre seis e 14 anos, assim como 85,76% dos adolescentes entre 15 e 17 anos. Além disso, também frequentavam instituições de ensino 25,82% dos habitantes de 18 a 24 anos e 4,5% daqueles com 25 anos ou mais.
Dentre os habitantes de 18 anos ou mais em 2022, 27,32% não completaram o ensino fundamental, 15,83% tinham somente o fundamental completo, 39,08% tinham o ensino médio completo e 17,77% o ensino superior completo, sendo que a população com onze anos ou mais de idade tinha em média 10,1 anos de estudo. O percentual de alfabetização dos moradores de 15 anos ou mais, por sua vez, era de 96,4%, resultando em 3,6% de pessoas não alfabetizadas nesse grupo de idade. Já em 2023, havia 47 072 matrículas nas instituições de educação infantil e ensinos fundamental e médio da cidade.
Na classificação geral do Exame Nacional do Ensino Médio (ENEM) de 2022, o Colégio Fibonacci obteve uma nota média de 736,64 (em uma escala de 1 a 1 000), posicionando-se na primeira colocação do ranking estadual e na segunda a nível nacional. Com relação ao ensino superior, em 2014, houve a instalação de um campus do Instituto Federal de Minas Gerais (IFMG) e em 2024, foi anunciada a criação de um campus da Universidade Federal de Ouro Preto (UFOP). Além disso, existem campi de instituições de ensino técnico e superior privadas, sendo algumas delas a unidade do Centro Universitário Católica do Leste de Minas Gerais (Unileste), a Faculdade de Direito de Ipatinga (FADIPA) e a Afya Faculdade de Ciências Médicas de Ipatinga (antiga FAMEVAÇO).
| Educação infantil  | 10 286 | 792   | 92 |
| Ensino fundamental | 27 904 | 1 607 | 73 |
| Ensino médio       | 8 882  | 624   | 24 |

### Habitação e serviços

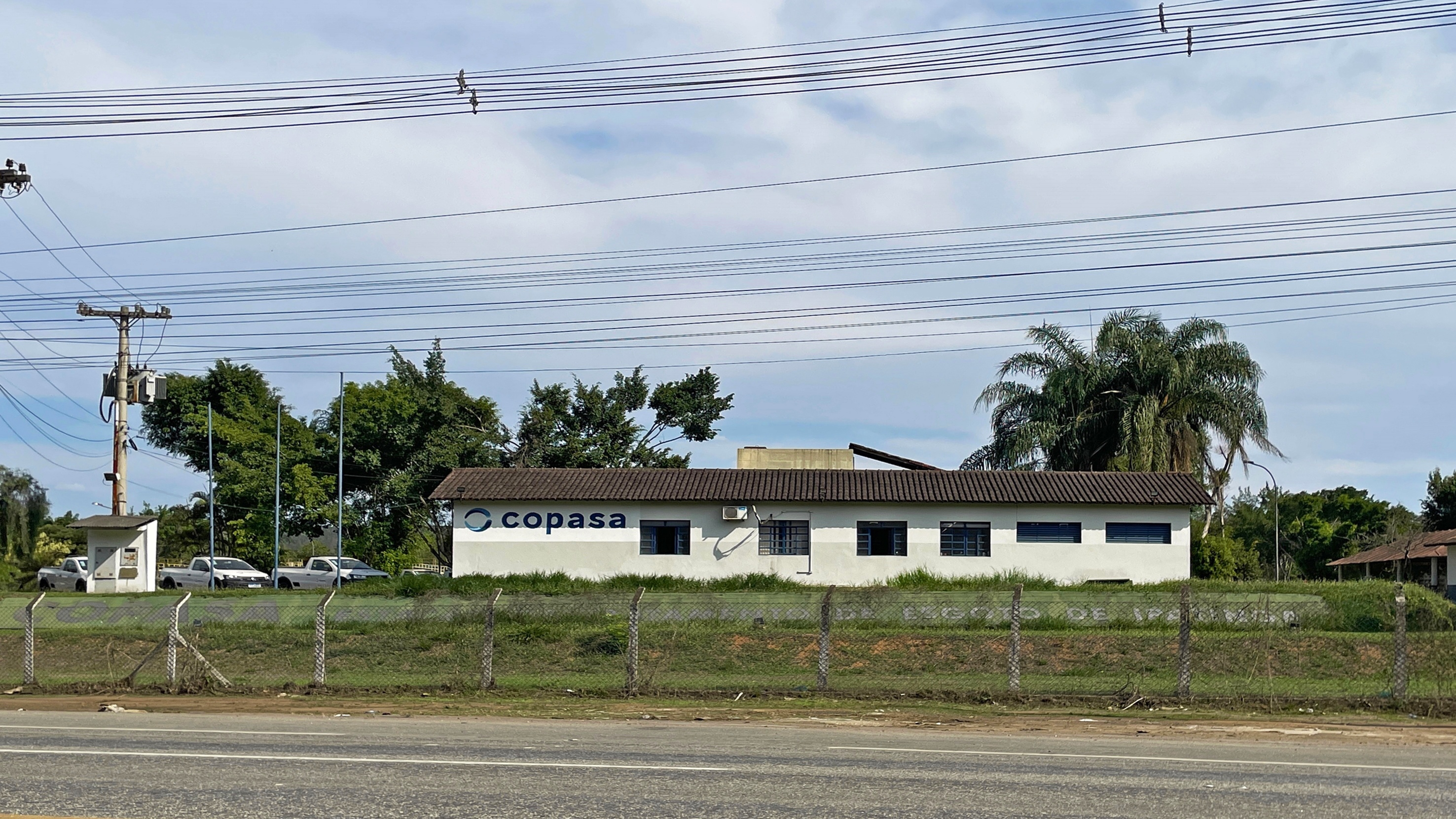
Estação de tratamento de águas residuais da Copasa situada próxima à foz do ribeirão Ipanema

No ano de 2022, Ipatinga possuía 85 709 domicílios particulares permanentes ocupados. Desse total, 60 240 eram casas (70,28%), 24 792 eram apartamentos (28,93%), 195 eram casas de vila ou em condomínio (0,23%), 411 eram cortiços (0,48%) e 71 eram estruturas degradadas ou inacabadas (0,08%). Do total de domicílios ocupados, 53 341 eram próprios (62,24%), sendo que 49 075 eram próprios já quitados e 4 266 próprios em aquisição; 26 748 eram alugados (31,21%); 5 445 imóveis eram cedidos ou emprestados (6,35%); e 162 foram ocupados de outras formas (0,19%). O Plano Diretor Municipal rege os parâmetros geográficos e urbanísticos para a construção de residências, prédios e estabelecimentos comerciais. Dentre diversos pontos, o plano diretor diz respeito a controlar a ocupação e a verticalização da cidade. Além disso, existem bairros, como o Cariru, Castelo e das Águas, que possuem legislações específicas a respeito que proíbem a construção de prédios altos.
Os serviços de abastecimento de água e coleta de esgoto são feitos pela Companhia de Saneamento de Minas Gerais (Copasa). Em 2022, segundo o IBGE, 90,09% dos domicílios possuíam a rede geral de água como principal forma de abastecimento e 99,93% possuíam banheiro de uso exclusivo da moradia. Com relação ao esgotamento sanitário, 98,54% das habitações eram atendidas pela rede geral ou pluvial. A água utilizada para o suprimento da região do Vale do Aço é originada de um aquífero aluvionar localizado no subsolo, sendo extraída e tratada na estação de tratamento de água da Copasa localizada no bairro Amaro Lanari, em Coronel Fabriciano. O serviço de tratamento de esgoto, por seu turno, é possível por meio de quatro estações de tratamento de águas residuais distribuídas pelo município.
O serviço de abastecimento de energia elétrica é feito pela Companhia Energética de Minas Gerais (Cemig), que atende ainda a boa parte do estado de Minas Gerais. Em 2010, 99,9% dos domicílios possuía acesso à rede elétrica, de acordo com o IBGE. Quanto ao destino do lixo, segundo o censo de 2022, 99,82% das moradias eram atendidas por serviço de coleta. Até 1988, os resíduos da cidade eram descartados em um lixão a céu aberto, cuja área passou a ser tratada e então aterrada. Em 2003, foi inaugurada a Central de Resíduos do Vale do Aço (CRVA), que está localizada em Santana do Paraíso e recebe o lixo produzido em Ipatinga e em outros municípios do Vale do Aço e da região. Ademais, há um sistema de coleta seletiva de material reciclável mantido informalmente pelos catadores de lixo.

### Segurança e criminalidade
| Quantidade de homicídios em Ipatinga | Quantidade de homicídios em Ipatinga | Quantidade de homicídios em Ipatinga | Quantidade de homicídios em Ipatinga | Quantidade de homicídios em Ipatinga | Quantidade de homicídios em Ipatinga |
| ------------------------------------ | ------------------------------------ | ------------------------------------ | ------------------------------------ | ------------------------------------ | ------------------------------------ |
| Ano                                  | Total                                | Ano                                  | Total                                | Ano                                  | Total                                |
| 2002                                 | 35                                   | 2009                                 | 35                                   | 2016                                 | 42                                   |
| 2003                                 | 39                                   | 2010                                 | 59                                   | 2017                                 | 28                                   |
| 2004                                 | 46                                   | 2011                                 | 55                                   | 2018                                 | 38                                   |
| 2005                                 | 30                                   | 2012                                 | 64                                   | 2019                                 | 29                                   |
| 2006                                 | 27                                   | 2013                                 | 57                                   | 2020                                 | 31                                   |
| 2007                                 | 48                                   | 2014                                 | 43                                   | 2021                                 | 31                                   |
| 2008                                 | 47                                   | 2015                                 | 55                                   | 2022                                 | 29                                   |

A provisão de segurança pública de Ipatinga é dada por diversos organismos. A Polícia Militar, uma força estadual, é a responsável pelo policiamento ostensivo das cidades, o patrulhamento bancário, ambiental, prisional, escolar e de eventos especiais, além de realizar ações de integração social. Ipatinga é uma sede da 12ª Região da Polícia Militar e abriga um Batalhão da PMMG. Já a Polícia Civil tem o objetivo de combater e apurar as ocorrências de crimes e infrações e é representada em Ipatinga pela 1ª Delegacia Regional de Polícia Civil, à qual estão subordinadas Áreas Integradas de Segurança Pública (AISP) compostas por municípios da região. Adicionalmente, o município possui uma Delegacia da Polícia Federal, a fim de descentralizar as ações da instituição e facilitar o atendimento às demandas regionais. A cidade também é a sede de um Batalhão do Corpo de Bombeiros e há a atuação da defesa civil, subordinada à prefeitura.
Em 2022, foram registrados 29 homicídios em Ipatinga, uma queda em relação aos 31 em 2021. Contudo, o total conferia uma taxa de 12,7 homicídios a cada 100 mil habitantes, que era a 22ª maior entre os municípios de Minas Gerais. Além disso, problemas com furtos e assaltos contra pedestres e estabelecimentos comerciais são recorrentes. A maior parte dos homicídios está relacionada ao tráfico de drogas, que também contribui com a prática de outros delitos, visto que os usuários normalmente furtam e roubam para sustentar seus vícios. Boa parte da população carcerária é abrigada no Centro de Remanejamento de Presos (CERESP), que, no entanto, já foi denunciado como um local de tortura e maus tratos a apenados, além de ter sido palco de rebeliões e depredações promovidas por delinquentes.

### Comunicações

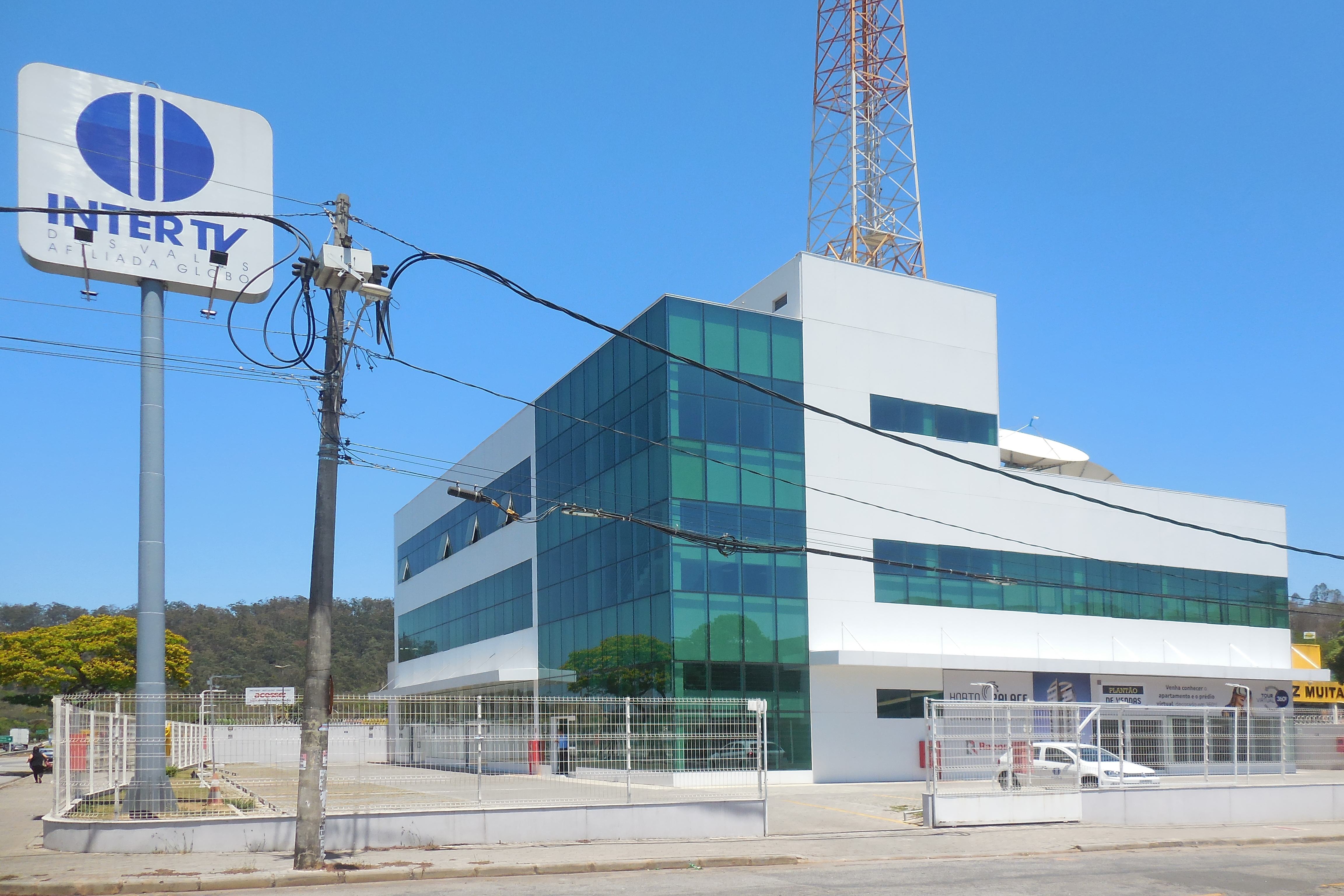
Sucursal da InterTV dos Vales no Horto

Ipatinga possuía 1 007 orelhões em agosto de 2015, segundo dados da Oi, empresa que administra esse serviço de telefonia fixa, apesar de sua depreciação frente ao avanço da telefonia móvel. O código de área (DDD) de Ipatinga é 031 e o Código de Endereçamento Postal (CEP) da cidade vai de 35150-001 a 35169-999. Em janeiro de 2009, a Região Metropolitana do Vale do Aço passou a ser servida pela portabilidade, assim como as outras cidades de mesmo DDD. O serviço postal é atendido por agências da Empresa Brasileira de Correios e Telégrafos funcionando na cidade nos bairros Betânia, Bom Jardim, Bom Retiro, Cariru, Centro, Horto, Iguaçu e Veneza.
Em relação à mídia, Ipatinga destaca-se por ser uma das sedes da InterTV dos Vales, afiliada à TV Globo, cuja programação é gerada em Governador Valadares. Sua cobertura alcança quase todo o Vale do Rio Doce e parte do Vale do Mucuri. A TV Cultura Vale do Aço, filiada à TV Cultura e à Rede Minas, também tem sede em Ipatinga e abrange parte da RMVA e seu colar metropolitano. Dentre os jornais locais com circulação diária, destacam-se o Diário do Aço e Diário Popular. A cidade também conta com diversas emissoras de rádio, destacando-se a Itatiaia Vale do Aço, Jovem Pan FM e Vanguarda. Em 2012, segundo a Praxis Pesquisa, cerca de 134 680 habitantes de Ipatinga com idade superior a 16 anos ouviam rádios (74% da população dessa faixa etária). Nas mídias online, o portal Plox se destaca entre os veículos de maior volume de buscas no Google com cobertura de fatos locais.

### Transportes
Ferroviário

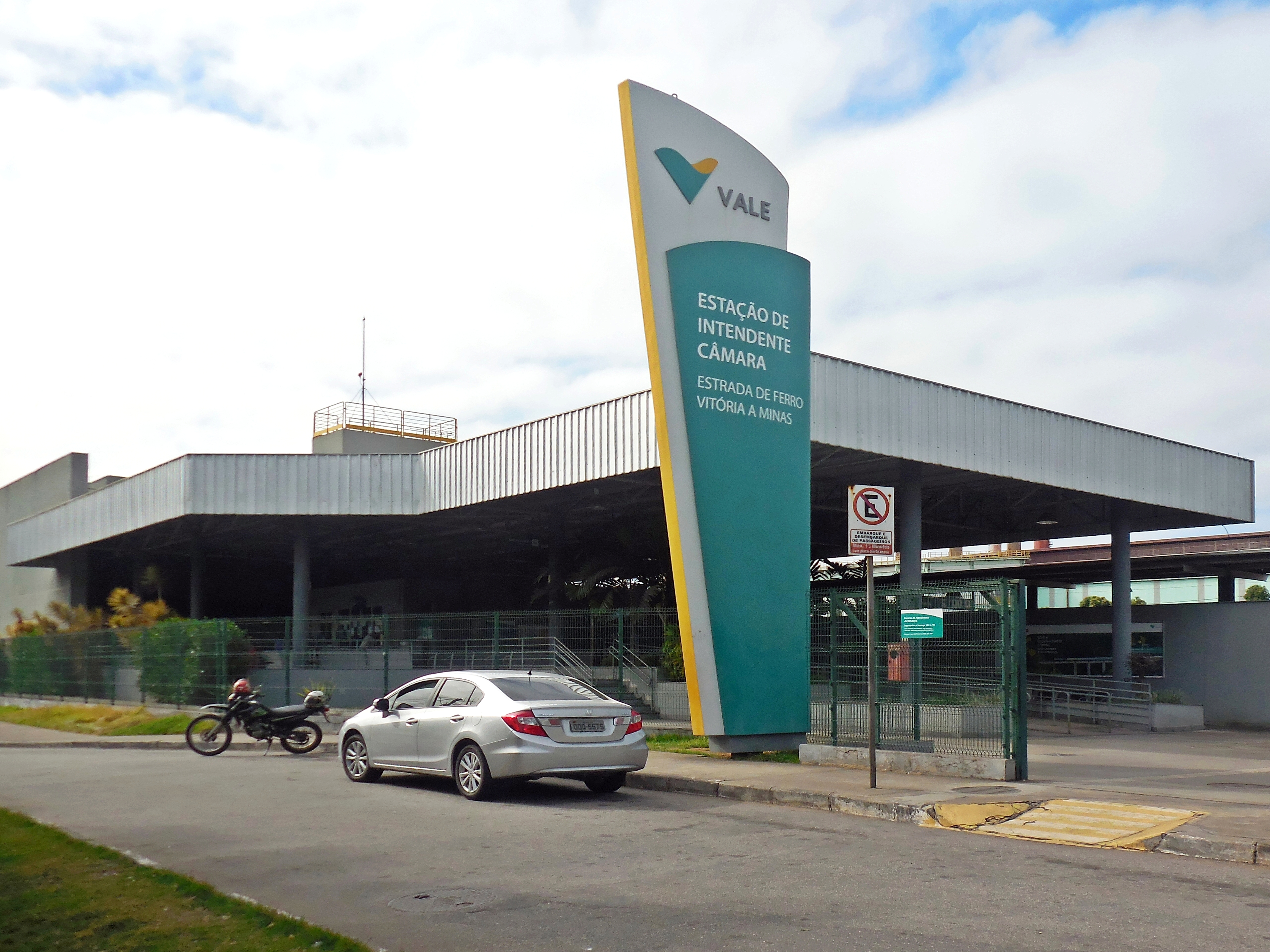
Estação de Intendente Câmara

Ipatinga é atendida pela Estrada de Ferro Vitória a Minas (EFVM), administrada pela Vale, configurando-se dessa forma como uma das principais formas de escoamento da produção da Usiminas até o Porto de Tubarão, no Espírito Santo. A Estação de Intendente Câmara, localizada no bairro Ferroviários, possibilita o transporte de passageiros por meio das paradas diárias das composições que circulam entre as regiões metropolitanas de Vitória e Belo Horizonte. Dentre as alternativas de transporte coletivo regulares, a EFVM é a via de viagem mais barata e segura possível para várias cidades que contam com estações.
O transporte ferroviário em Ipatinga se faz presente desde seus primórdios, com a construção da Estação de Pedra Mole, próxima ao bairro Cariru, em 1922. Uma alteração do traçado da EFVM levou à construção de um novo terminal no Centro da cidade para substituir o primeiro em 1930, porém uma nova alteração na localização das linhas da ferrovia culminou em sua desativação em 1951 e na instalação da atual Estação de Intendente Câmara em 1960. A Estação de Pedra Mole foi tombada como patrimônio cultural em 1996, mas permaneceu abandonada até 2019, quando suas ruínas foram abertas para visitação. A antiga Estação de Ipatinga, na região central, por sua vez, também foi tombada como patrimônio cultural em 1991 e transformada em museu em 1992.
Aeroviário e rodoviário

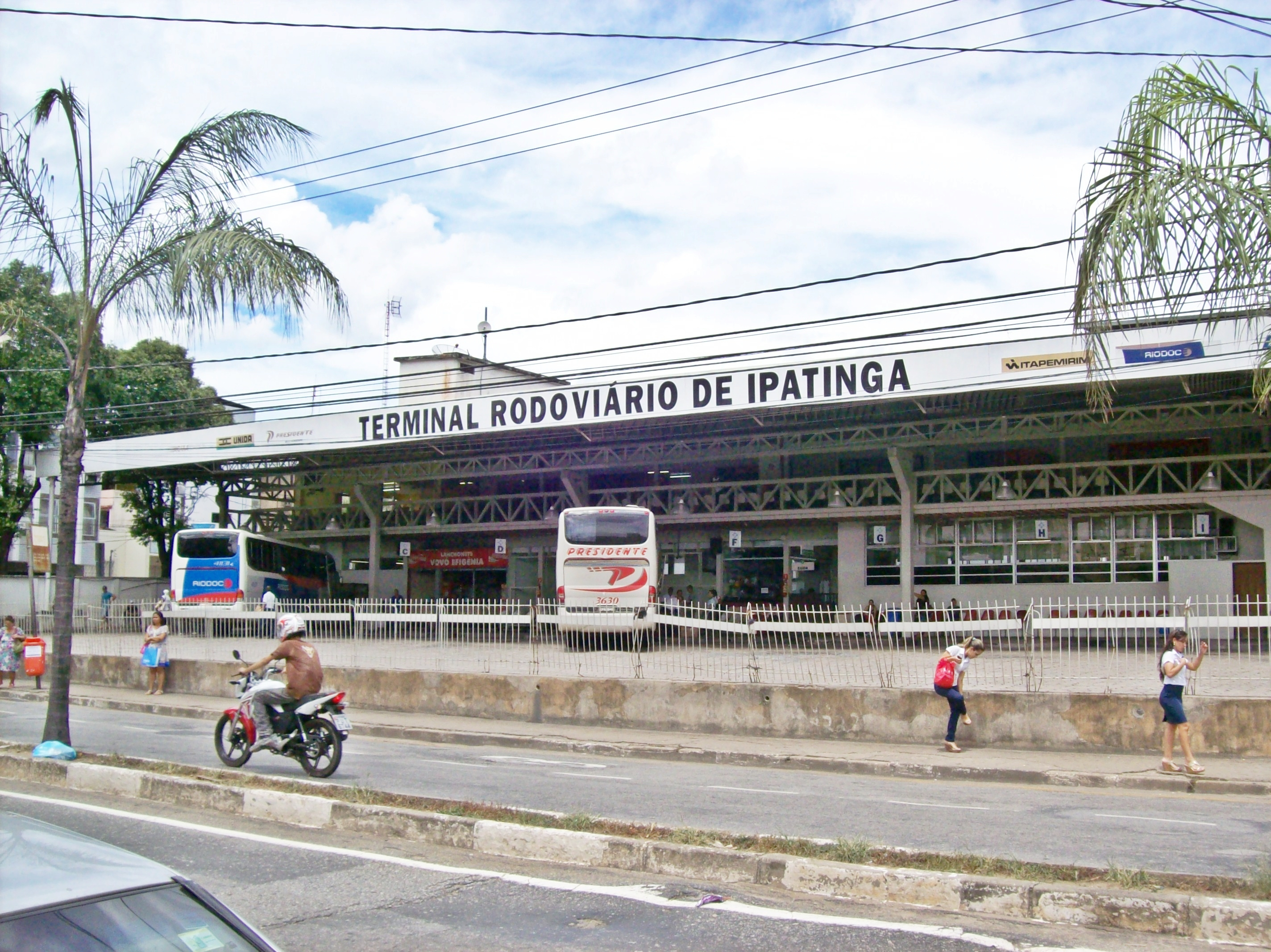
Vista do Terminal Rodoviário de Ipatinga

O transporte aeroviário do município é possível por meio do Aeroporto de Ipatinga (IATA: IPN, ICAO: SBIP), denominado Aeroporto Regional do Vale do Aço (antigo Aeroporto da Usiminas), que se encontra no município vizinho de Santana do Paraíso. Construído pela Usiminas, está localizado a cerca de 3 km do Centro de Ipatinga e beneficia a Região Metropolitana do Vale do Aço com voos diários para a Região Metropolitana de Belo Horizonte, além da possibilidade de diversas conexões, apesar de já ter ofertado outros destinos no passado. O terreno do terminal ocupa uma área de cerca de 700 000 m² e sua pista é asfáltica, com 2 004 m de extensão e 45 m de largura, enquanto que a estrutura de pátio de manobras tem dimensões de 72,5 m x 285 m.
Ipatinga conta com um dos maiores terminais rodoviários da região, que está localizado no Centro e é atendido com saídas diárias regulares para as principais cidades de Minas Gerais e mesmo para fora do estado. A cidade é cortada pela BR-381, principal acesso à capital mineira e ao Espírito Santo; e é onde se inicia a BR-458, ligação do Vale do Aço até a BR-116, e a MG-232, acesso a Santana do Paraíso e até à MG-010. A BR-381 foi disposta paralela ao traçado da EFVM e o eixo formado por ambas serviu para orientar o processo de ocupação e expansão do perímetro urbano no decorrer da segunda metade do século XX. A via é duplicada no trecho urbano que corta o município, no entanto a ausência de duplicação na maior parte de sua extensão é um fator que dificulta o acesso à cidade, tendo em vista o tráfego intenso.
Urbano

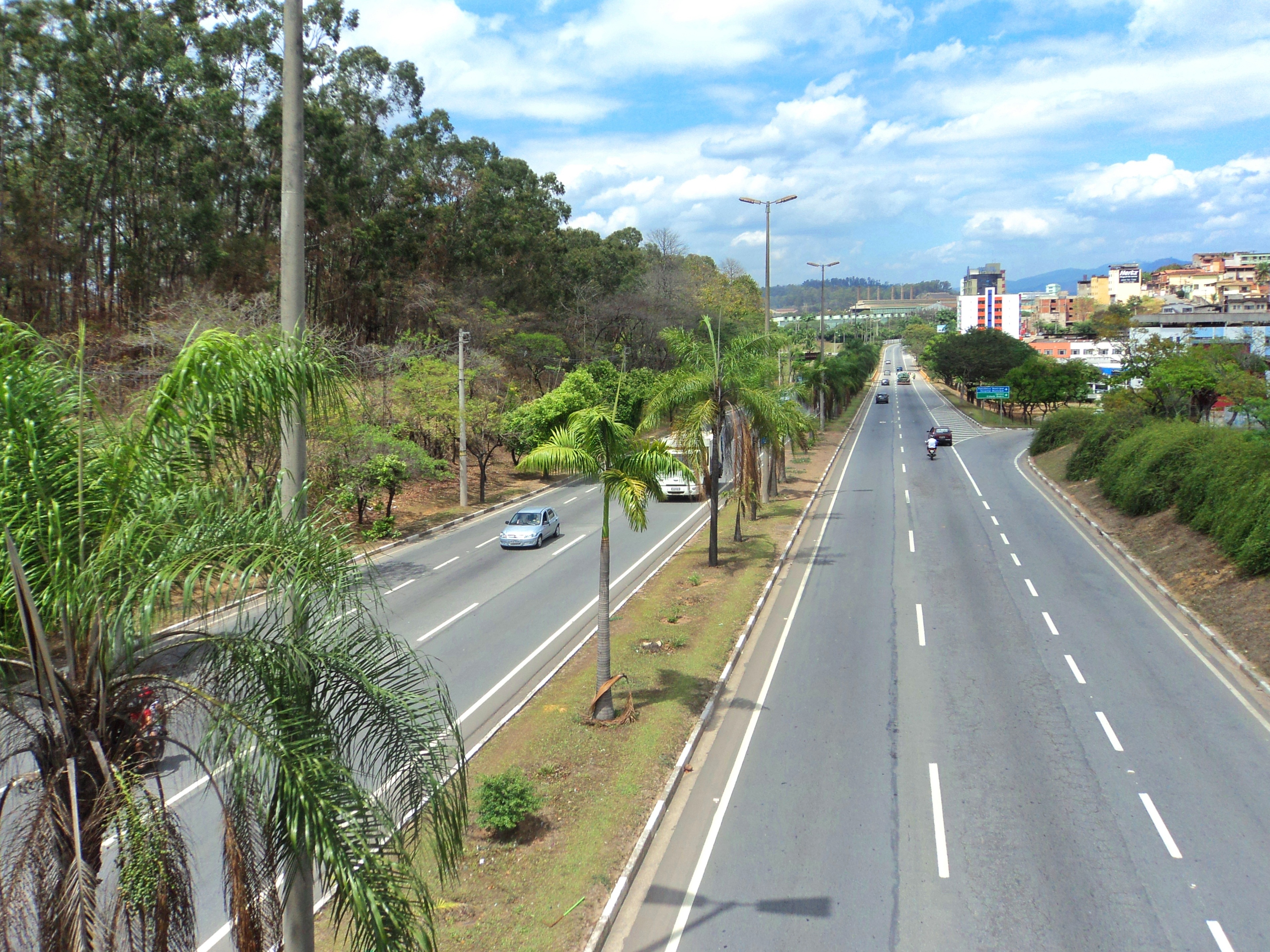
Avenida Pedro Linhares Gomes, trecho urbano da BR-381, no Iguaçu.

A frota municipal no ano de 2023 era de 164 028 veículos, sendo 92 367 automóveis, 39 766 motocicletas, 11 028 caminhonetes, 5 259 caminhonetas, 3 496 reboques, 3 343 caminhões, 2 542 motonetas, 1 706 utilitários, 1 073 semirreboques, 991 ciclomotores, 846 ônibus, 833 caminhões-trator, 665 micro-ônibus, 53 tratores de rodas, 41 triciclos, cinco sidecars, dois chassis plataformas e 12 classificados como outros tipos de veículos. O crescimento no número de veículos de Ipatinga causa um tráfego cada vez mais lento de carros, principalmente na região central do município.
Próximo aos núcleos comerciais, a disponibilidade de vagas para estacionar por vezes é escassa, o que gera prejuízos no comércio. Sendo assim, medidas como a adoção do sistema de estacionamento rotativo vêm sendo adotadas. De janeiro a novembro de 2023, foram registrados 4 020 acidentes de trânsito em Ipatinga, a oitava maior quantidade de Minas Gerais. Do total, 83,34% foram ocorrências leves, enquanto 15,73% foram graves. A Avenida Pedro Linhares Gomes, trecho urbano da BR-381, foi a via com a maior quantidade de acidentes em todo o Vale do Aço no período de 2014 a 2024, com um total de 4 mil ocorrências, seguida da Avenida José Selim de Sales (2 101).
O transporte coletivo do município é de responsabilidade da Saritur, que mantém 55 linhas urbanas e rurais cobertas por 108 veículos, segundo informações de julho de 2015. A Viação Univale, por sua vez, fornece linhas intermunicipais que conectam Ipatinga aos demais municípios da Região Metropolitana do Vale do Aço e algumas localidades do colar metropolitano. A cidade também conta com uma considerável malha cicloviária, que era calculada em cerca de 40 quilômetros, segundo dados da prefeitura em 2015. A infraestrutura das calçadas, no entanto, é deficiente em muitos bairros, sendo notados problemas com irregularidades, obstáculos e falta de continuidade no piso.

## Cultura

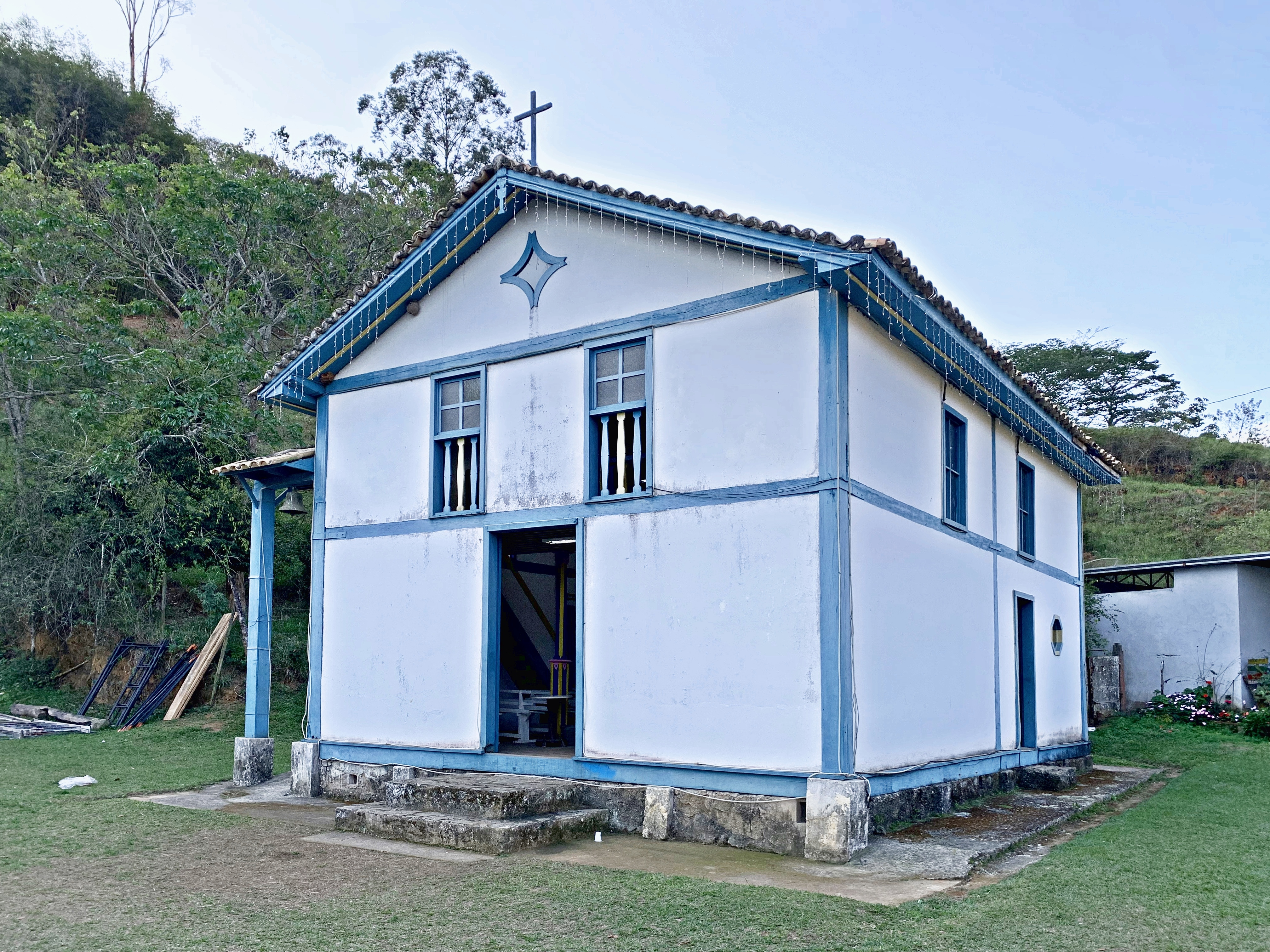
A Igreja São Vicente de Paulo do Ipaneminha, exemplo de bem tombado como patrimônio cultural municipal.

Na ocasião da instalação da Usiminas as únicas opções de lazer existentes em Ipatinga se restringiam a pequenos bares. Os trabalhos pesados na usina, as longas filas para os restaurantes, as diferenças culturais e a distância das famílias contribuíam para que as relações entre os habitantes não fossem boas, haja vista a concentração de residentes oriundos de diferentes regiões do país. Esse conjunto de fatores foi um dos pretextos para as revoltas que culminaram no Massacre de Ipatinga, em 1963, e somente então foram adotadas políticas de assistência social visando a minimizar os conflitos entre as relações de trabalho, incluindo a expansão dos investimentos em lazer.
A pontuação de políticas culturais do município para o cálculo do ICMS Cultural, válida para exercício em 2024, foi de 3,60 em uma escala que vai de 0 a 4. A pontuação total, considerando variantes como conservação, despesas e quantidade de bens tombados e/ou registrados, foi de 16,84. Apesar da administração pública do setor cultural, a Usiminas também mantém investimentos em arte e equipamentos culturais, incluindo sob recursos da Lei Federal de Incentivo à Cultura.
Ipatinga conta com um conselho municipal de cultura e conselho de preservação do patrimônio, sendo previstos tombamentos de bens materiais e imateriais. Segundo informações de 2020, eram bens materiais tombados: a Igreja São Vicente de Paulo (Igreja do Ipaneminha), o Clube Dançante Nossa Senhora do Rosário (sede do Congado do Ipaneminha), a Fazendinha no bairro Ferroviários, a ruína da antiga Estação Pedra Mole, a Antiga Estação Ferroviária de Ipatinga (Estação Memória Zeza Souto), o Pontilhão sobre o ribeirão Ipanema entre o Centro e o Veneza (Pontilhão de Ferro), as Casas dos Ferroviários no Veneza, a Igreja Nossa Senhora da Esperança (Igrejinha do Horto), o Teatro Zélia Olguin, a árvore Ficus elastica do Cariru, o prédio do antigo Grande Hotel Ipatinga no Castelo, a Academia Olguin, o Parque Ipanema e o complexo da Estação Pouso de Água Limpa. O Congado Nossa Senhora do Rosário (Congado do Ipaneminha) era o único bem imaterial tombado.

### Manifestações e espaços culturais

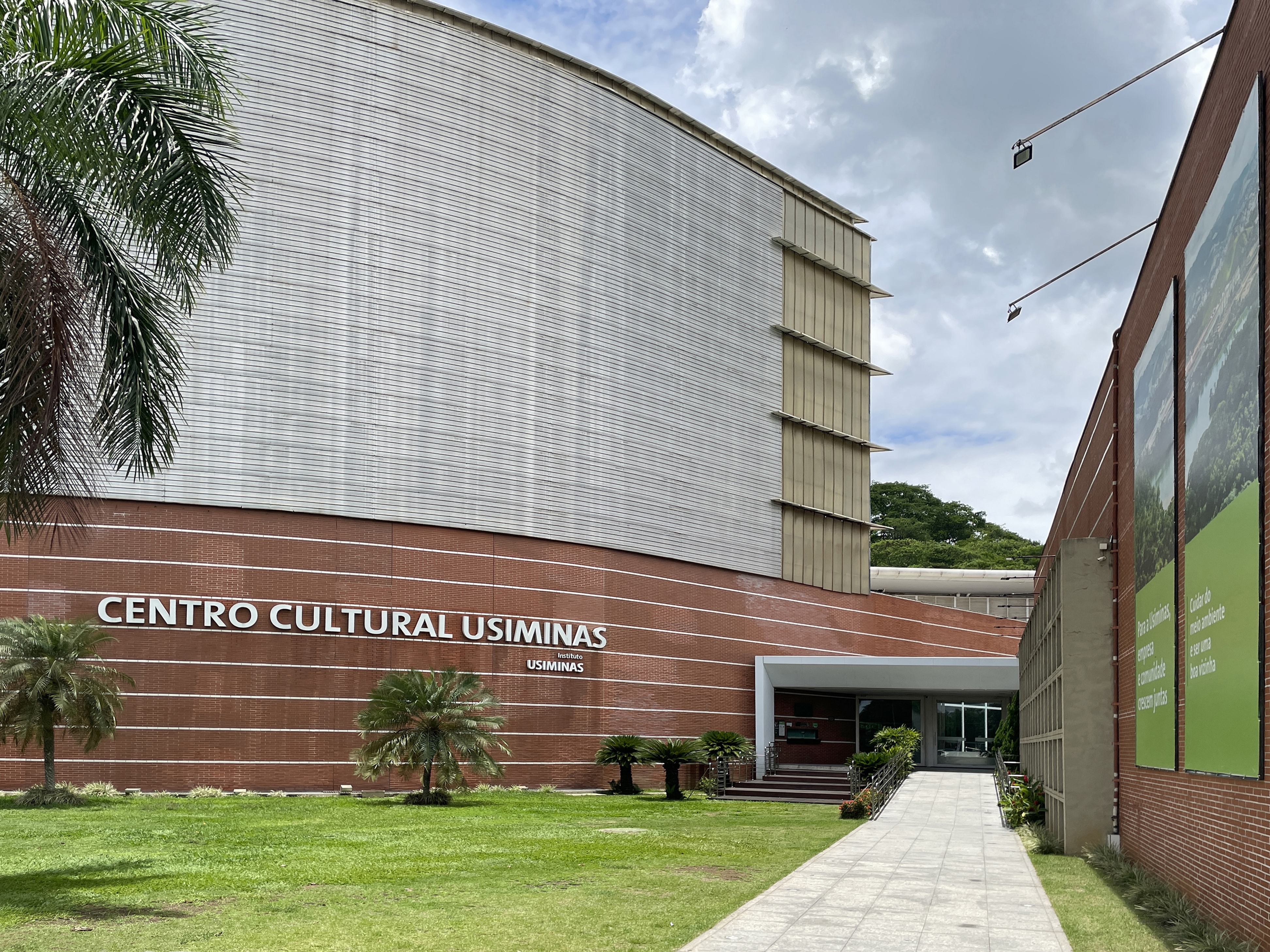
Entrada do Centro Cultural Usiminas, que está situado ao lado do Shopping Vale do Aço.

A cidade possui um folclore rico e diversificado. Há existência de equipes artísticas de teatro, dança, coral, folclore e grupos musicais de acordo com o IBGE em 2012. Uma de suas principais manifestações culturais é o Congado do Ipaneminha, um tradicional grupo de marujada que canta marchas em homenagem à Nossa Senhora do Rosário em ocasiões festivas. Foi fundado por descendentes de tropeiros que herdaram uma tradição de origem africana em 1925. A Folia de Reis, a Festa do Divino, a Festa do Rosário, o bumba meu boi, as festas juninas e o Festival da Banana são outros exemplos de manifestações culturais populares que podem ser encontradas no município. No dia de Corpus Christi, tapetes são confeccionados nas ruas dos bairros por algumas paróquias.
O artesanato também é uma das formas mais espontâneas da expressão cultural ipatinguense, sendo que, segundo o IBGE, as principais atividades artesanais desenvolvidas são o bordado e trabalhos que envolvem o couro e metal. Na zona rural há de se destacar o artesanato com cerâmica e mosaico, que complementa as atividades do agroturismo. O turismo rural também envolve o contato com a culinária típica, expressa na produção de geleias, licores, mel, queijo, pão de queijo, doces artesanais e nas refeições preparadas no fogão a lenha. Essa gama de bens consumíveis pode ser conferida em fazendas, propriedades e empreendimentos rurais abertos à visitação.
Dentre os espaços culturais destinados à manutenção e à preservação das manifestações populares, destaca-se a existência de bibliotecas mantidas pelo poder público municipal, teatros, estádios, ginásios poliesportivos, salas de cinema, clubes e associações recreativas, segundo o IBGE em 2005 e 2012. A antiga estação ferroviária do Centro de Ipatinga foi inaugurada em 1930 e desativada em 1951, porém seu prédio foi reinaugurado como um museu em 1992. Chamado de Estação Memória Zeza Souto, desde então abriga atividades culturais e documentos relativos à história da cidade. Sob recursos da Lei Federal de Incentivo à Cultura, a Usiminas, em parceria com a prefeitura, ocasionalmente organiza uma programação diversificada que envolve a realização de oficinas, espetáculos culturais e cinema. Esses eventos ocorrem tanto nas escolas quanto nas principais praças da cidade, abertos para a população em geral. A prefeitura mantém programas como a Escola de Música Tenente Oswaldo Machado e a Escola Municipal de Iniciação Teatral Sete de Outubro, que possuem turmas de várias idades.

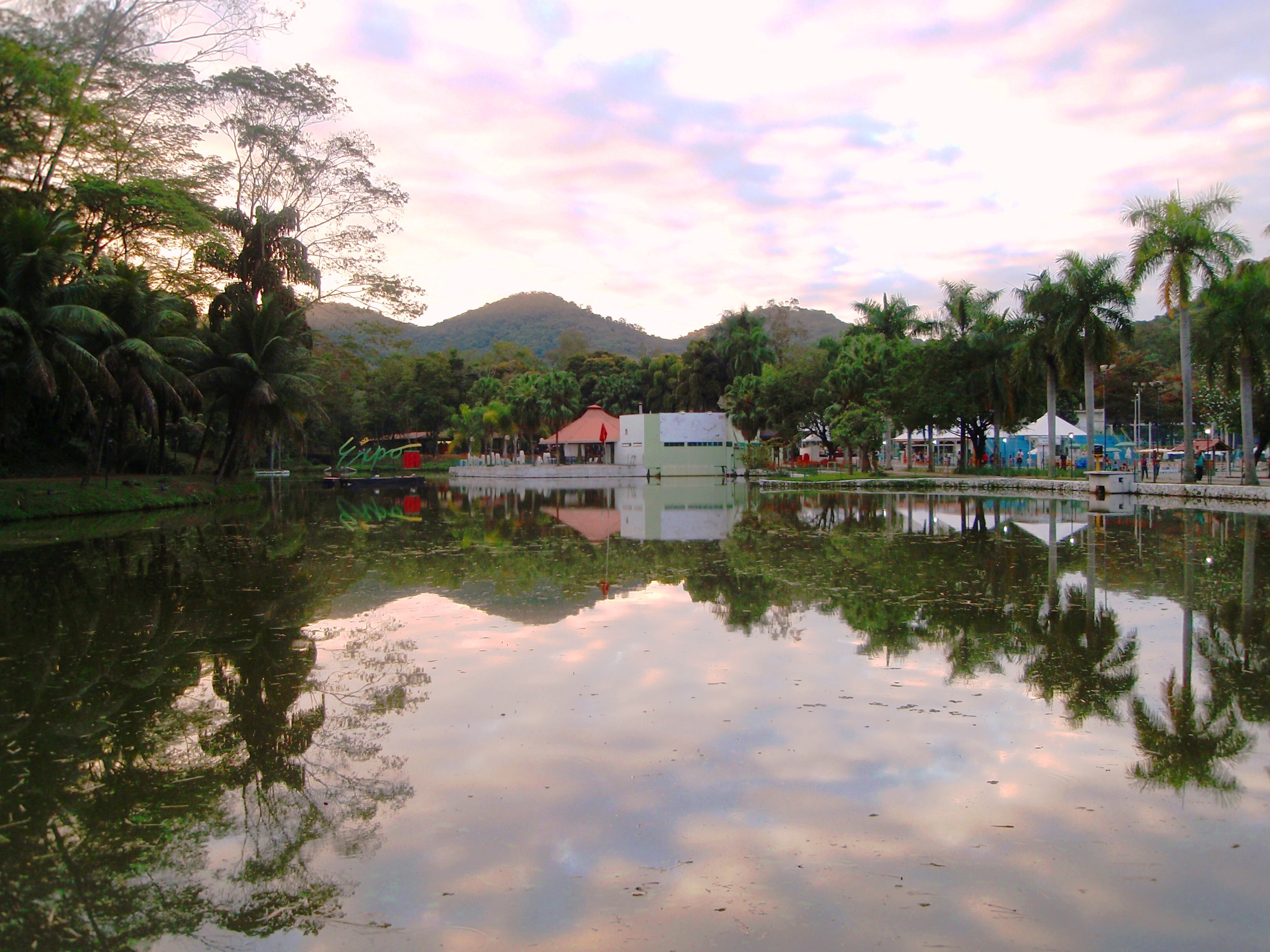
Lago da Usipa

A Usiminas, por meio do Instituto Usiminas, atua como um agente promotor de projetos e mantenedor de espaços que versam as artes na região, como é o caso do Centro Cultural Usiminas, que tem uma abrangência regional e disponibiliza para os habitantes oficinas culturais e uma programação teatral diversificada, possibilitando também acesso a uma galeria de arte e biblioteca. Situado em anexo ao Shopping Vale do Aço, seu teatro é considerado um dos mais modernos do Brasil e em 2015 recebeu a certificação Herity, que é reconhecida pela UNESCO e tem como critérios aspectos que envolvem conservação, qualidade e relevância. O Teatro Zélia Olguin, situado no bairro Cariru, também é administrado pelo Instituto Usiminas. O prédio do Grande Hotel Ipatinga, no bairro Castelo, foi aproveitado pela empresa para a instalação do Centro de Memória Usiminas, inaugurado em 2021.
Além de sediar o Centro Cultural Usiminas, o Shopping Vale do Aço é considerado o maior equipamento de lazer e entretenimento da Região Metropolitana do Vale do Aço e suas salas de cinema são as principais da região. Os espaços culturais de Ipatinga recorrentemente são sede de eventos de relevância regional ou mesmo nacional, a exemplo das atrações da Campanha de Popularização do Teatro e da Dança e o Ipatinga Live Jazz. Na Usipa ocorrem regularmente o Projeto Xerimbabo (voltado ao meio ambiente e à conscientização ambiental) e a Expo Usipa (exposição de negócios locais). De acordo com a Secretaria de Cultura do Estado de Minas Gerais, as intensas manifestações, grupos teatrais e eventos diversos fazem da cidade um dos principais polos culturais do estado.

### Marcos e atrativos

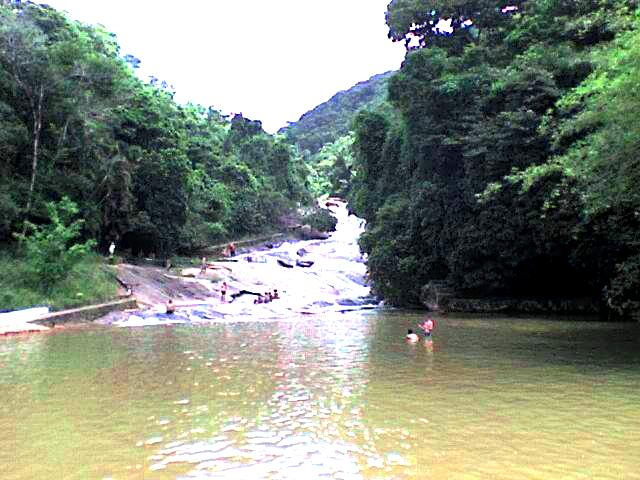
Cachoeira e piscina natural no Parque das Cachoeiras

Ipatinga faz parte do Circuito Turístico Mata Atlântica de Minas Gerais, que foi oficializado em 2010 pela Secretaria de Estado de Turismo com o objetivo de estimular o turismo nas cidades integrantes. Os principais atrativos naturais são as diversas trilhas, matas, lagoas e cachoeiras existentes na zona rural, alguns equipados com infraestrutura para os frequentadores. De forma especial na região das áreas de preservação ambiental e nascentes da sub-bacia do ribeirão Ipanema, existem sítios, pousadas e hospedarias que propiciam o turismo rural e o ecoturismo.
Na zona rural cabe ser ressaltado o Parque das Cachoeiras, de administração particular, que possui cerca de 5 milhões de m² e também dispõe de área de camping, chalés para hospedagem e restaurante. Na Fazenda do Zaca, por sua vez, a preservação da Mata Atlântica nativa é complementada por trilhas e hortas abertas à visitação. Reconhecido como reserva particular do patrimônio natural (RPPN), o local realiza campanhas de conscientização ambiental abertas a escolas e visitantes no geral. No Sítio Recanto Vovô Teixeira, construído na década de 1930, há fabricação artesanal de rapadura e açúcar mascavo por meio de um engenho preservado. Outra atividade da propriedade é a produção de fubá em um moinho de água existente desde a época de sua construção. Já o Empório da Serra se destaca com relação à produção de queijos e refeições no fogão à lenha, que podem ser consumidos na visitação ao local.

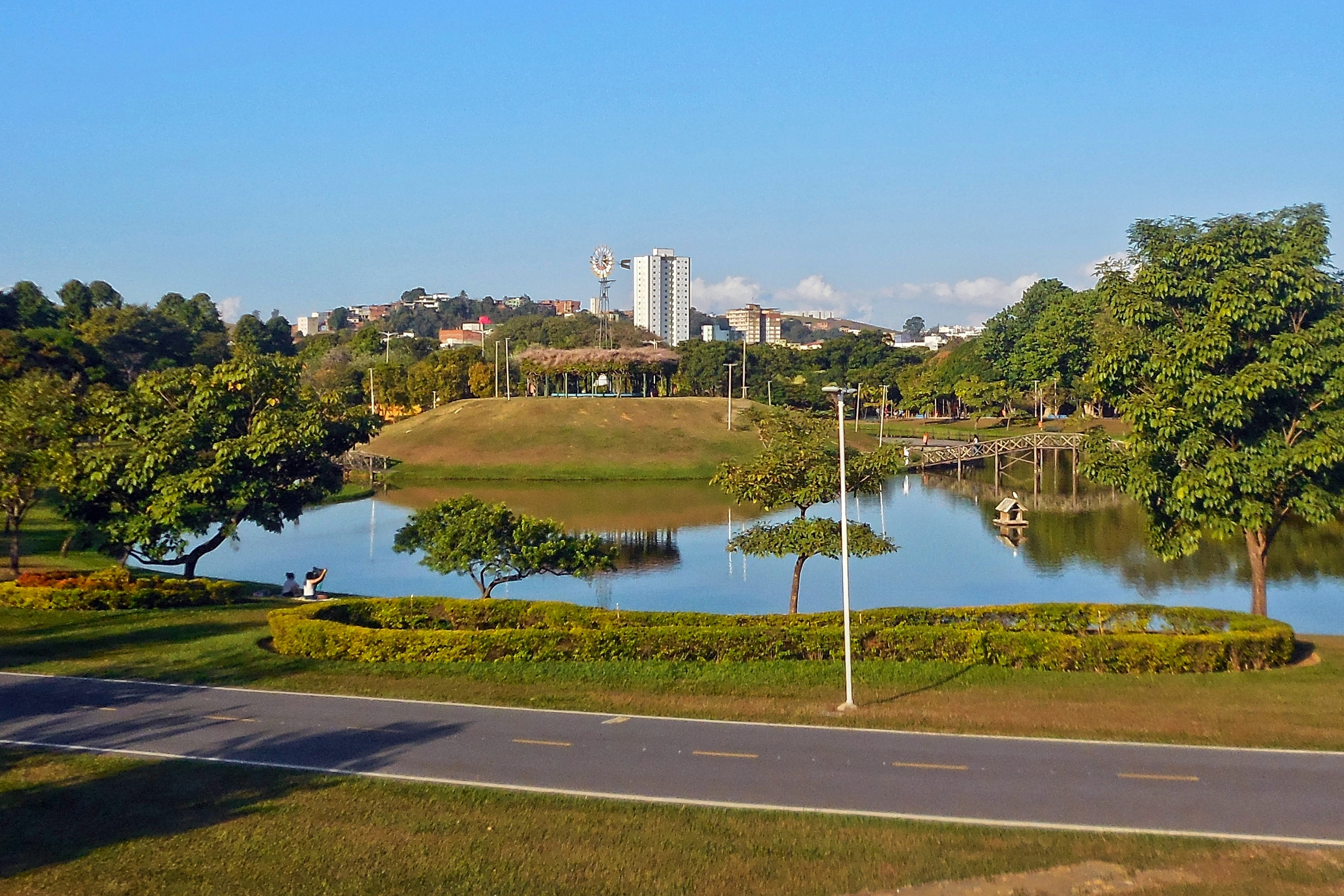
Vista parcial do Parque Ipanema

A zona urbana também concentra uma gama de equipamentos de lazer que por vezes atraem frequentadores de outras cidades. Exemplo disso é o Parque Ipanema, que é uma das maiores áreas verdes do país situadas dentro de um perímetro urbano e foi um dos últimos projetos do paisagista Roberto Burle Marx, contando com mais de 1 milhão de m² e 12 mil árvores plantadas. O interior do parque abrange diversos instrumentos de lazer, como o Parque da Ciência, onde são apresentados fenômenos físicos, biológicos, químicos ou astronômicos que podem ser observados ou interagidos pelo visitante, além de playground, quadras poliesportivas, campos de futebol, pista de caminhada, ciclovias e anfiteatro. Entretanto, seu conjunto integra bens no entorno como o Viveiro Municipal, o Kartódromo Emerson Fittipaldi, o Centro Esportivo e Cultural Sete de Outubro e o Estádio Municipal João Lamego Netto (Ipatingão). A Estrada de Ferro Caminho das Águas, com seus 2,6 km de extensão, liga o Parque Ipanema à Estação Pouso de Água Limpa, uma estação de trem de pequeno porte construída para uso turístico.
A Usipa, além de seu Centro de Biodiversidade equipado com mini-jardim zoológico e jardim botânico, também abriga trilhas ecológicas, parque aquático, áreas esportivas, lanchonetes e área de lazer para as crianças. O Shopping Vale do Aço, por sua vez, configura-se como o maior centro de compras do leste mineiro e entre os maiores do interior do estado, conforme já citado, e é considerado o principal equipamento de lazer e entretenimento em âmbito metropolitano. No bairro Cariru está localizado o acesso às ruínas da Estação Pedra Mole, que foram abertas à visitação após o restauro da antiga edificação em 2019. O local possui uma trilha com totens informativos, as ruínas que restaram da antiga estação e um mirante para contemplação da foz do rio Piracicaba no rio Doce.

### Esportes

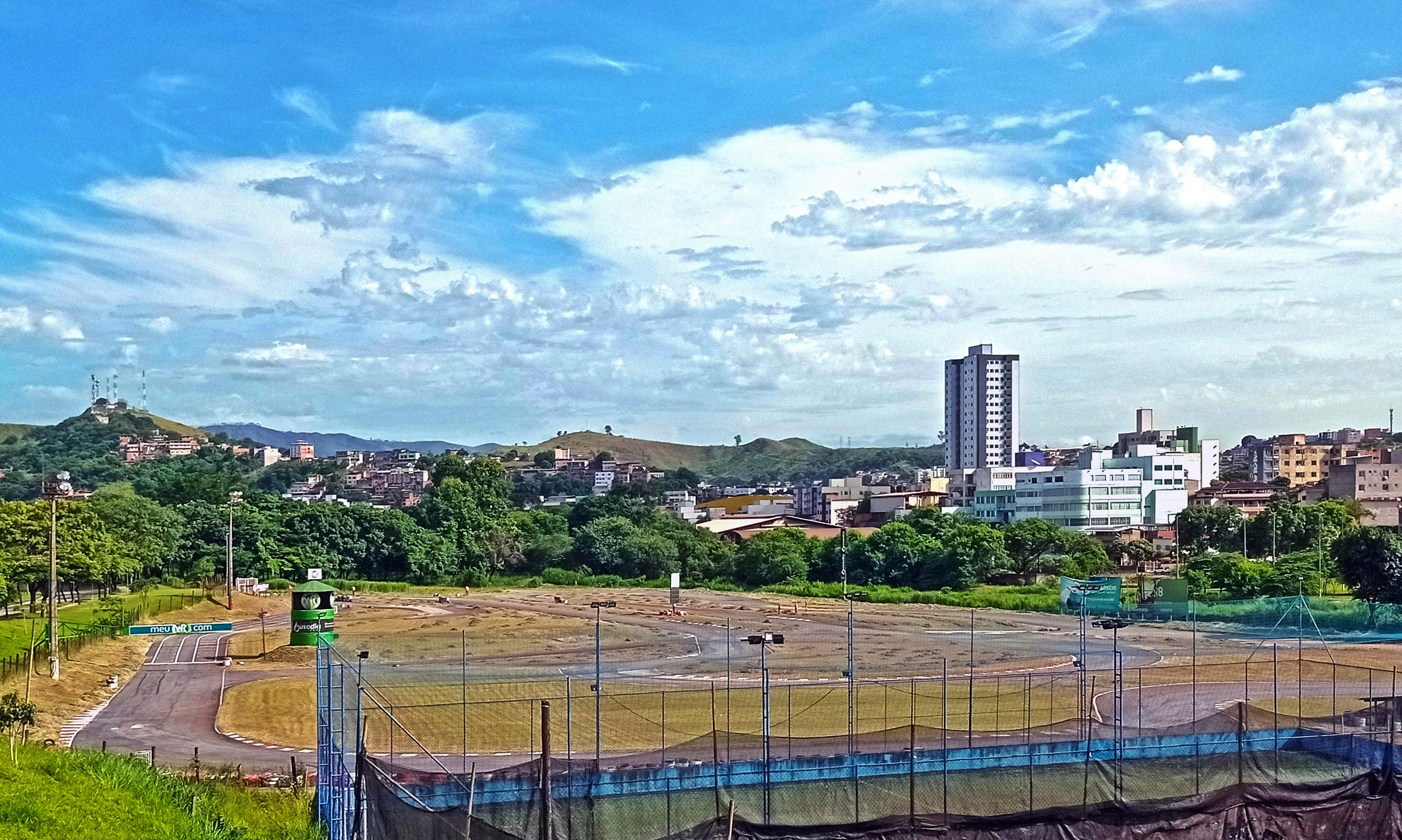
Uma vista do Kartódromo Emerson Fittipaldi

Ipatinga disponibiliza uma série de espaços e equipamentos destinados às práticas esportivas. Cabe ser ressaltada a Associação Esportiva e Recreativa Usipa, que dispõe de parque aquático com piscina olímpica aquecida, estádio de futebol, quadras poliesportivas, um ginásio coberto e pista de atletismo, além de área de lazer para as crianças. A instituição também oferece formação de atletas do esporte especializado e futebol. Dentre os atletas que obtiveram reconhecimento nacional e mesmo internacional estão os nomes da judoca Edilene Andrade, da corredora Lucimar Aparecida de Moura, da nadadora Flávia Delaroli e dos futebolistas Somália e Edivaldo.
O Centro Esportivo e Cultural Sete de Outubro, localizado no bairro Veneza, oferece projetos sociais na área esportiva e cultural e conta com quadras esportivas propícias às práticas de basquetebol, futsal, handebol e caratê, além de campos de futebol. O Kartódromo Emerson Fittipaldi (Kart Clube Ipatinga), que foi inaugurado em 1982, ocasionalmente sedia etapas estaduais ou nacionais de competições de kart. Os Jogos Escolares de Ipatinga (JEI), realizados pela Prefeitura de Ipatinga sob recursos da Lei Estadual de Incentivo ao Esporte, reúnem anualmente alunos de escolas públicas e particulares que se enfrentam em partidas de diversos esportes, como atletismo, basquete, handebol, vôlei e xadrez. A mesma lei beneficia a organização de outros eventos esportivos no município, inclusive aqueles organizados pela iniciativa privada.

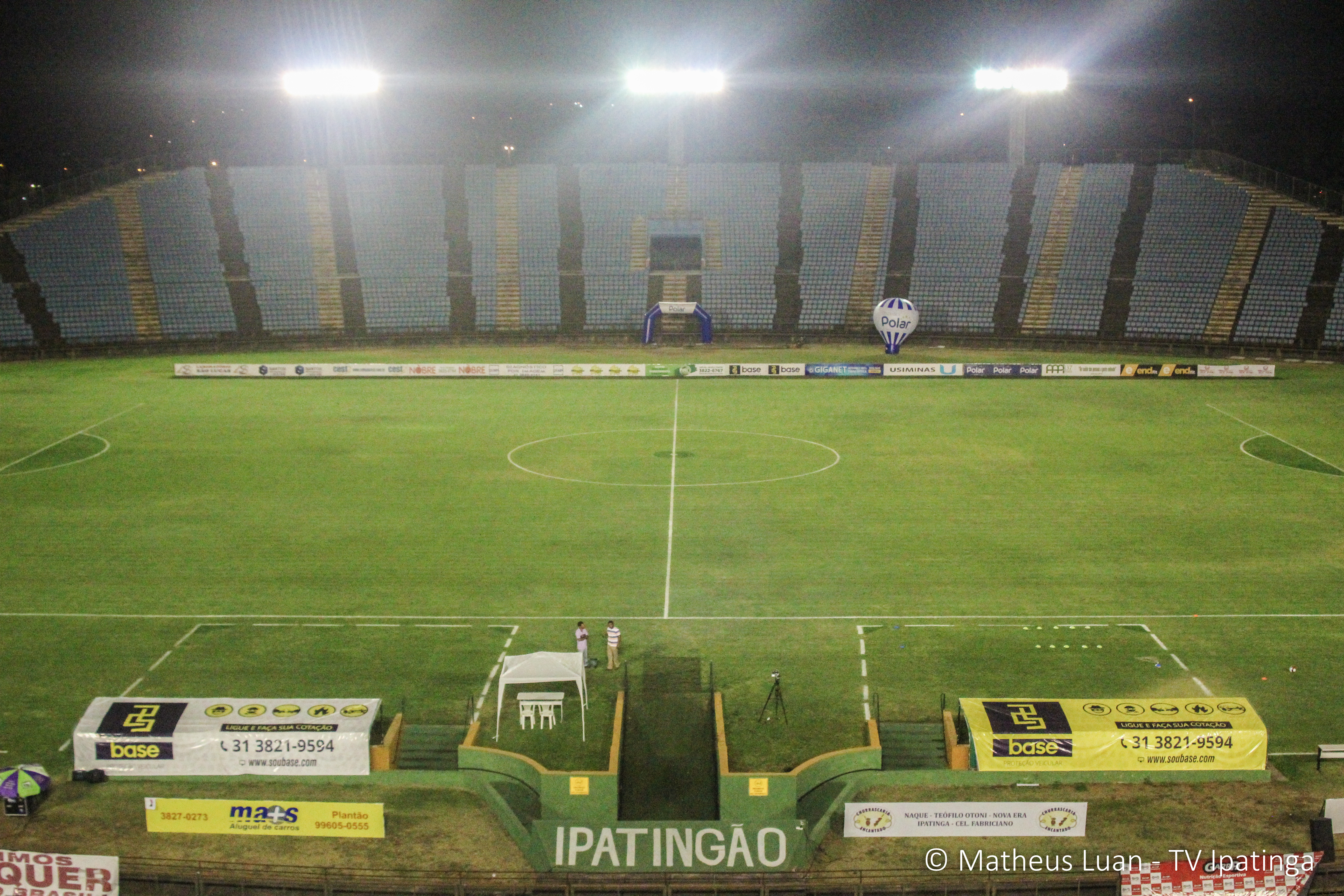
Vista interna do Ipatingão, durante a noite.

O Estádio Municipal João Lamego Netto é o principal estádio da cidade e do Vale do Aço e tem capacidade para até 23 mil pessoas. O Ipatingão, como também é conhecido, é considerado a "casa" do Ipatinga Futebol Clube, o time de futebol mais bem sucedido da região, com participações nas divisões principais dos campeonatos Brasileiro e Mineiro. Em 2010, com a reforma do Estádio Governador Magalhães Pinto (o Mineirão, em Belo Horizonte) para a Copa do Mundo FIFA de 2014, o Ipatingão passou a sediar alguns dos jogos das principais equipes da capital mineira (Cruzeiro e Atlético). O Estádio Amaro Lanari Júnior, como é chamado o estádio da Usipa, foi inaugurado em 7 de setembro de 1961 e seu centro de treinamento já foi utilizado por clubes de futebol da elite nacional e mesmo internacional, como Atlético Mineiro, São Paulo e San Lorenzo da Argentina.
Outro time da cidade que obteve ascensão é o Ideal Futebol Clube, que disputou divisões inferiores do Campeonato Mineiro e revelou jogadores para clubes de elite. O Estádio João Teotônio Ferreira (Ferreirão), que pertence à prefeitura mas é administrado pelo Ideal, tem capacidade para cerca de 3 mil pessoas e já foi usado para partidas de divisões inferiores do Campeonato Mineiro e de clássicos de clubes amadores da região. O Novo Esporte Clube Ipatinga, criado em 2012, chegou a disputar a segunda divisão do Campeonato Mineiro de 2013, mas foi eliminado ainda na primeira fase. A Liga Desportiva de Ipatinga comanda as competições de futebol amador do município de todas as categorias (divididas por idades), que em alguns anos movimentam mais de 10 mil atletas.

### Feriados e símbolos
Em Ipatinga há três feriados municipais e oito feriados nacionais, além dos pontos facultativos. Os feriados municipais são o dia do aniversário da cidade, comemorado em 29 de abril; o Corpus Christi, que em 2025 é celebrado no dia 19 de junho; e a Assunção de Nossa Senhora, em 15 de agosto.
O município conta ainda com símbolos em caráter oficial, que são a bandeira e o brasão. A bandeira é constituída do brasão municipal centralizado em um retângulo azul, vermelho e verde, que são as cores oficiais da cidade. O brasão foi instituído através da lei nº 88 de 6 de setembro de 1967 e alterado pela lei nº 2.541 de 4 de junho de 2009. Compõe-se de uma coroa simbolizando a solidez e o poder com uma estrela representando Barra Alegre, o único distrito do município. Abaixo uma panela de aço em forma de escudo, simbolizando a siderurgia, e em volta dois ramos representando os louros da vitória. No meio do emblema há um globo terrestre com duas figuras humanas estilizadas, simbolizando a união dos povos e da técnica, e a faixa contém o lema "Confiança, Trabalho e Progresso".